# 팔공산
팔공산(八公山)은 제23호 국립공원으로 대한민국 대구광역시 동구와 군위군, 경상북도 경산시와 영천시 그리고 칠곡군에 넓게 걸쳐 있는 태백산맥 줄기의 산이다. 1980년 5월 13일에 경상북도 도립공원으로 지정되었고, 2023년 12월 31일에 국립공원으로 지정되었다.
삼국시대부터 신라인들이 "아버지의 산(부악, 父岳)" 또는 "중심이 되는 산(중악, 中岳)"으로 신성시하며, 하늘에 제사를 지내던 산이다.
팔공산은 봉황의 모습으로 대구분지를 감싸는 대구의 진산(鎭山)이다. 최고봉인 비로봉(1,192m)이 봉황의 머리이고, 동봉(1,167m)과 서봉(1,150m)이 솟아오른 봉황의 날개라고 한다. 동화사 자리가 봉황의 아기궁이라서, 겨울에도 오동나무 꽃이 필 정도로 따뜻하다.
예로부터 불교 문화의 중심지여서 수많은 사찰들이 산재해있다. 대표적인 사찰로는 동화사, 은해사, 선본사, 송림사, 파계사, 부인사, 북지장사, 환성사, 거조사, 관암사, 관음사, 삼존석굴사(제2석굴암, 군위석굴암) 등이 있다.

## 이름의 유래
대구분지는 과거에 습지와 호수가 대부분이어서 호수처럼 보였다고 한다. 그래서 각종 새가 많이 살았는데, 특히 닭과 물닭 등이 많았다고 한다. 그래서 대구의 예전 이름이 달구벌이 된 것이다.(아직도 지역 노인들은 병아리보고 달구새끼라고 한다.)
팔공산도 예전에 조류인 꿩이 많이 살아서 "꿩산"이라고 했었다. 때문에 남북국시대 통일신라 경덕왕은 팔공산이 감싸고 있는 지형인 현재 대구광역시 동구를 한자로 "꿩 치(雉)"자를 써서 치수화라고 부르기도 했었다.
꿩산이 통일신라 말 ~ 고려 초에 전국 지명이 한자어로 바뀌는 과정에서 "공산(公山)"이 되었다.(참고로 충청남도 공주의 공산(公山)은 곰산이 변해서 된 것이다.) 그후, 고려 태조 왕건이 후백제왕 견훤과 팔공산 일대에서 전투를 벌이게 된다. 이때 전사한 8명의 고려 장군을 기려, 이름을 다시 팔공산(八公山)으로 바꾸게 된다.

## 봉우리
- 비로봉(毘盧峰): 팔공산 최고봉이다. 군기지와 안테나가 많아서 2009년부터 개방되었다. 하늘에 제사를 지내던 천제단을 복원해놓았다. 높이는 해발 1,192m.

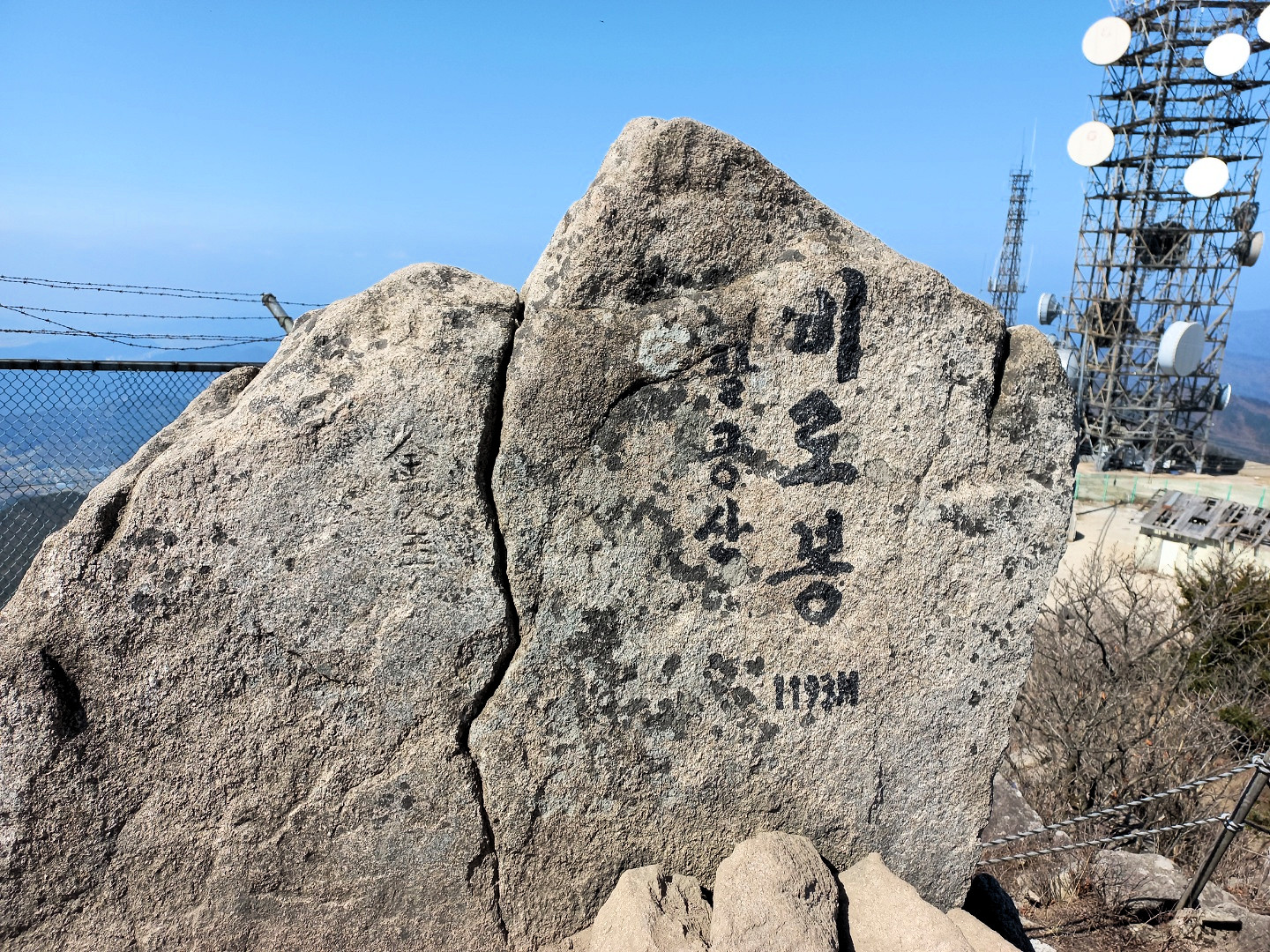
비로봉
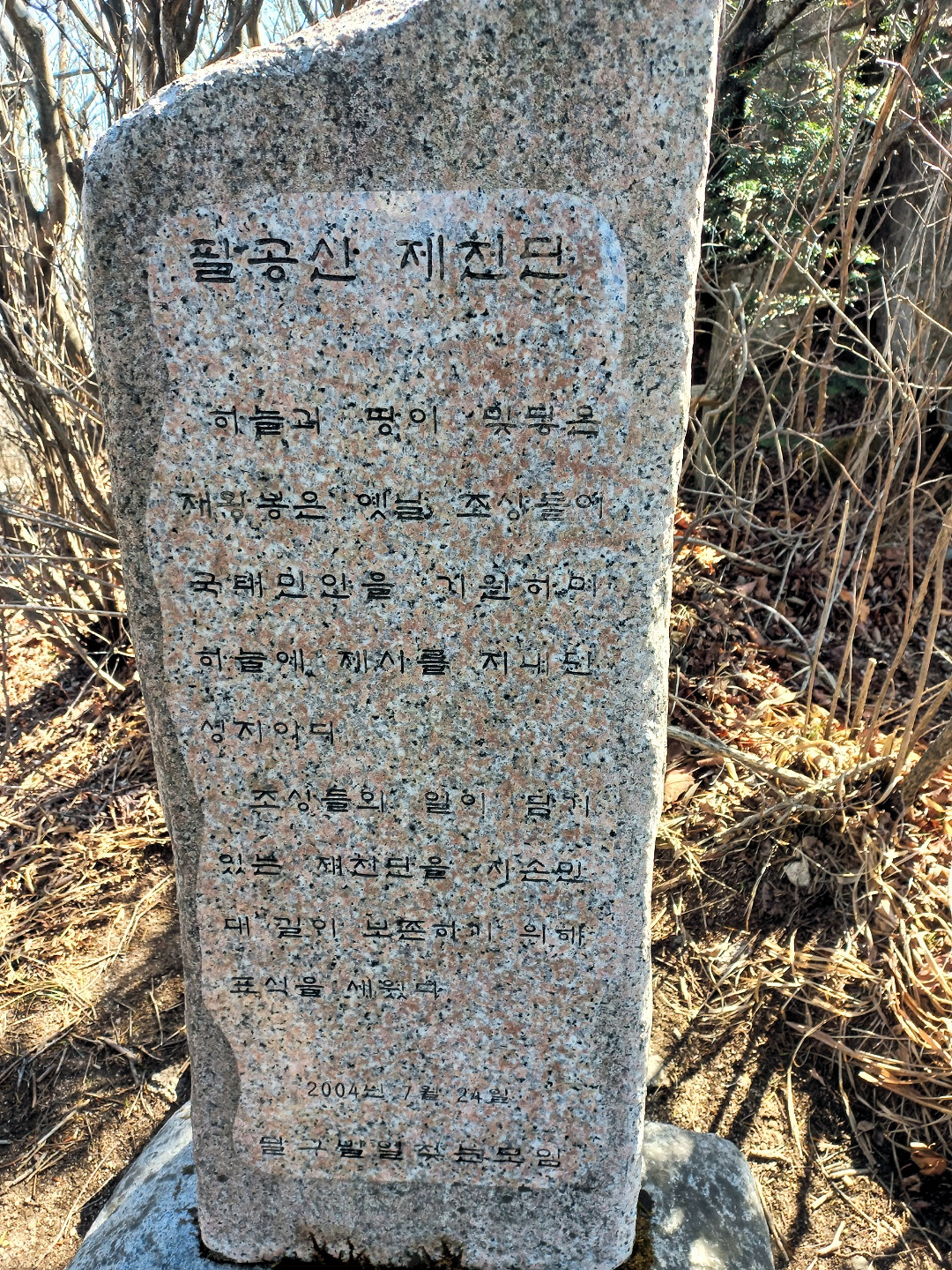
비로봉 제천단
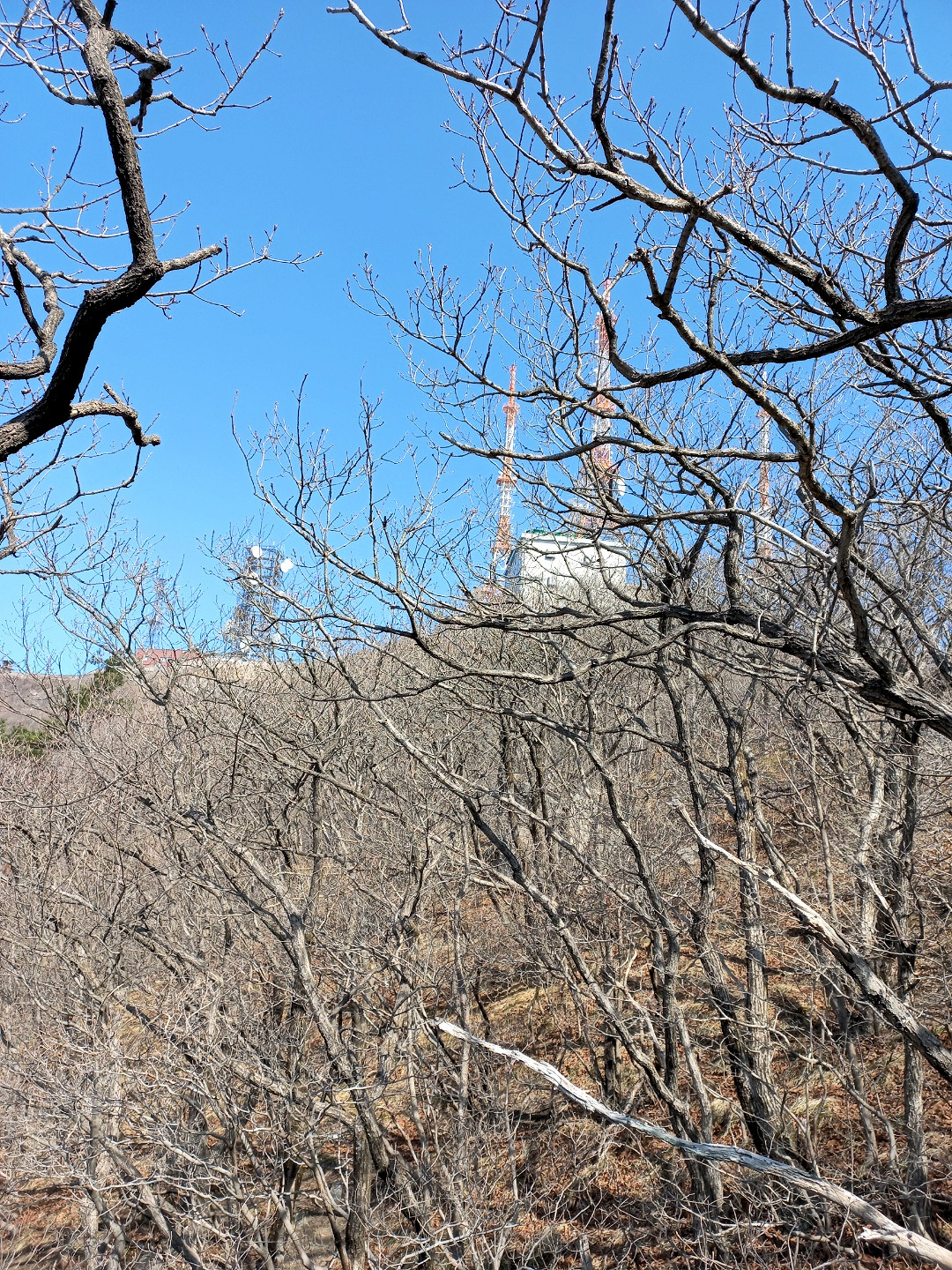
멀리서 본 비로봉

- 동봉(東峯): 팔공산에서 두 번째로 높은 봉우리로, 공식 명칭은 미타봉(彌陀峰)이다.[10] 높이는 해발 1,167m.[11]

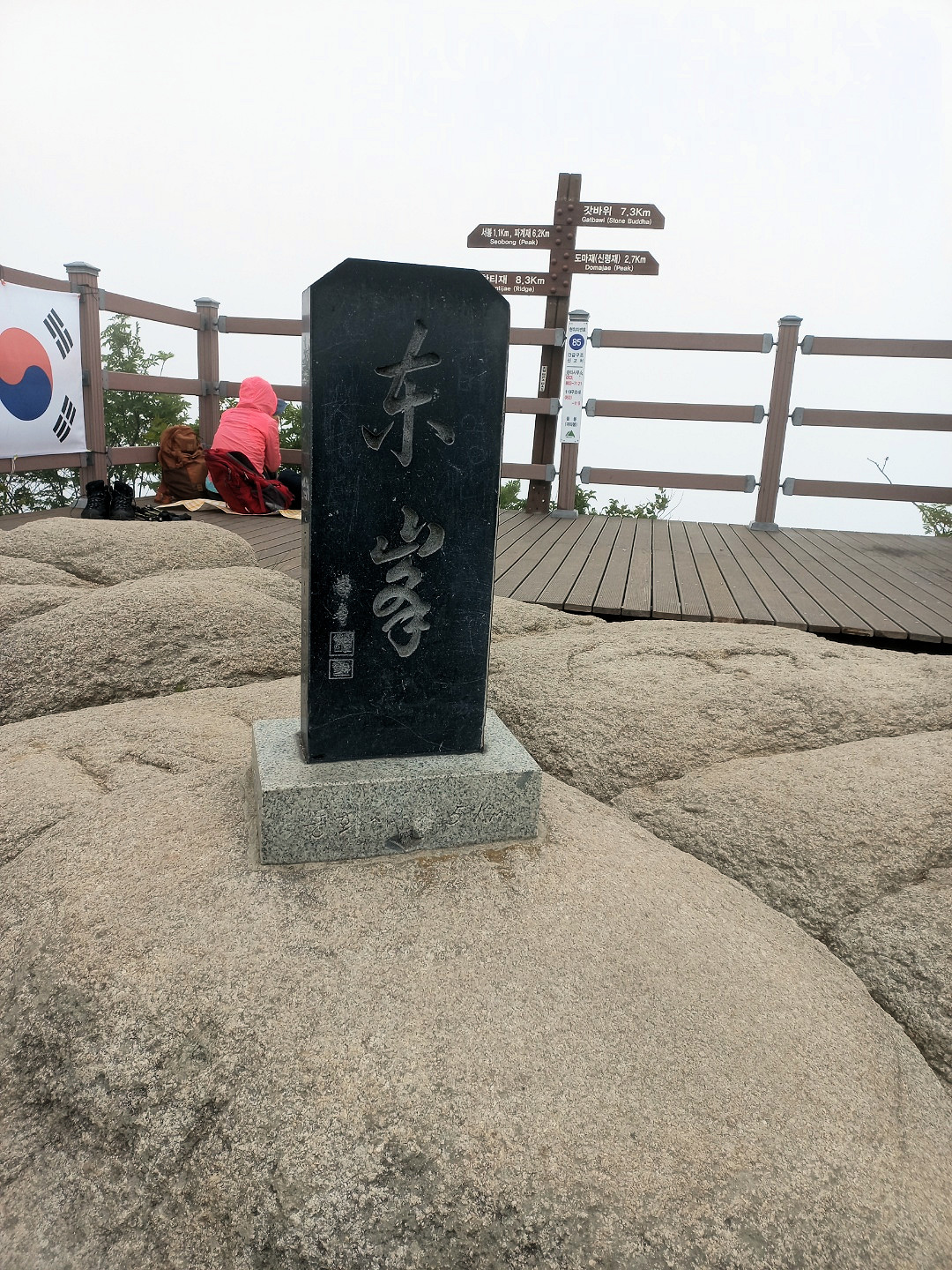
동봉

- 서봉(西峯): 옛날에 세 명의 성인(또는 승려)이 수행을 한 봉우리여서 삼성봉(三聖峰)으로도 불린다. 높이는 해발 1,150m.

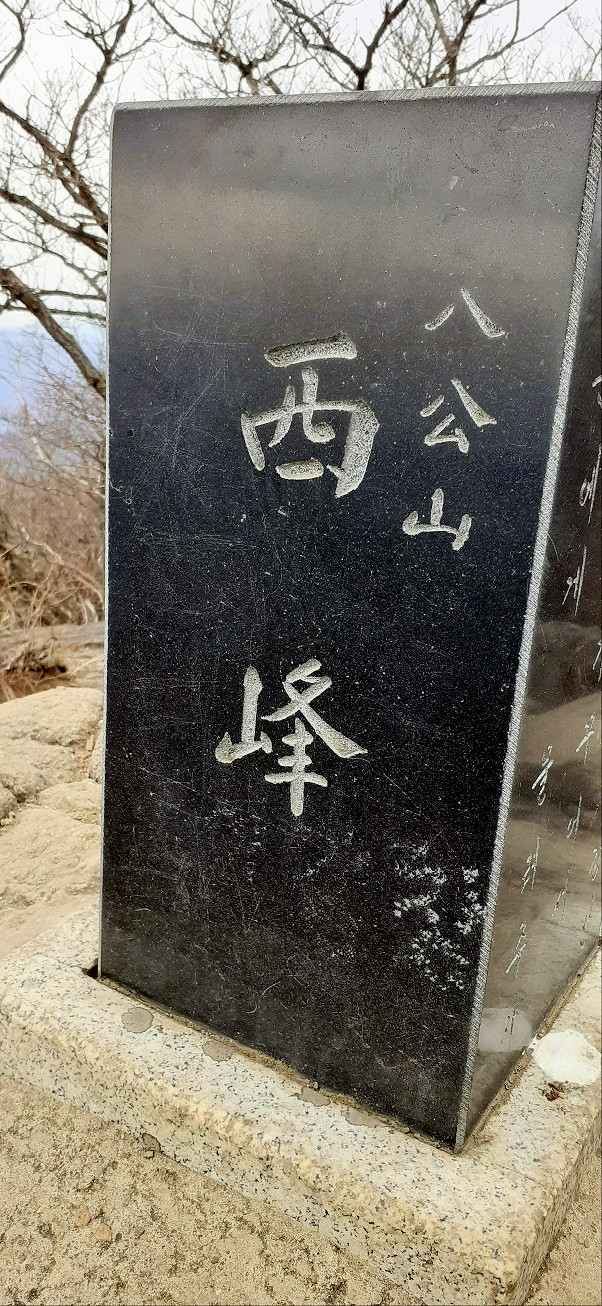
서봉 비석
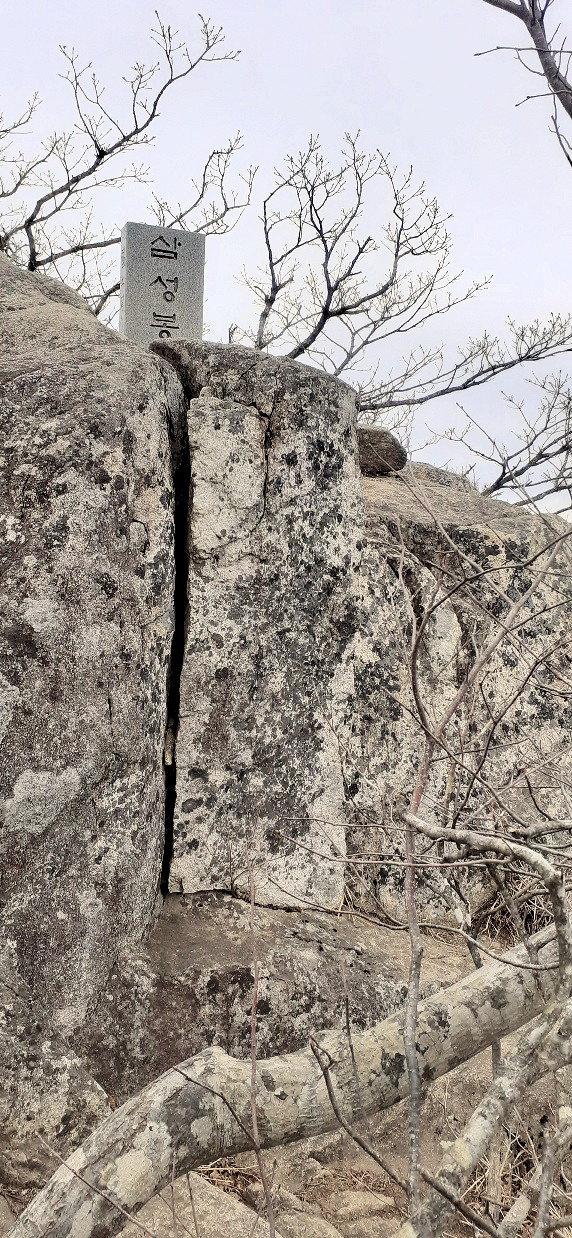
삼성봉 비석

- 관봉(冠峰): 꼭대기에 평생 1가지 소원은 들어준다는 불상인 팔공산 갓바위가 있어 팔공산에서 제일 유명한 봉우리이다. 높이는 해발 850m.

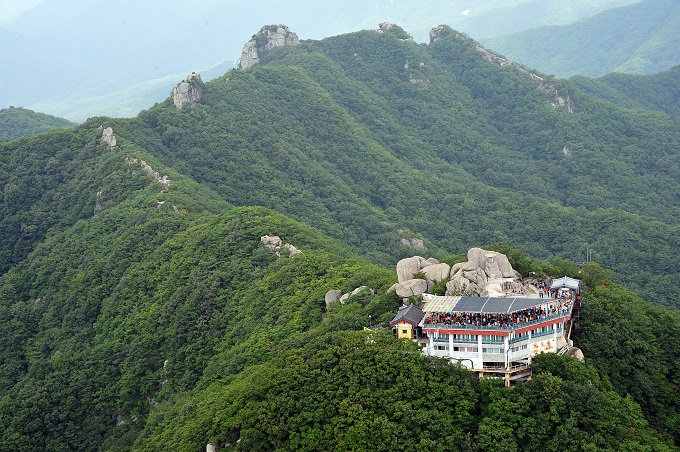
멀리서 본 관봉
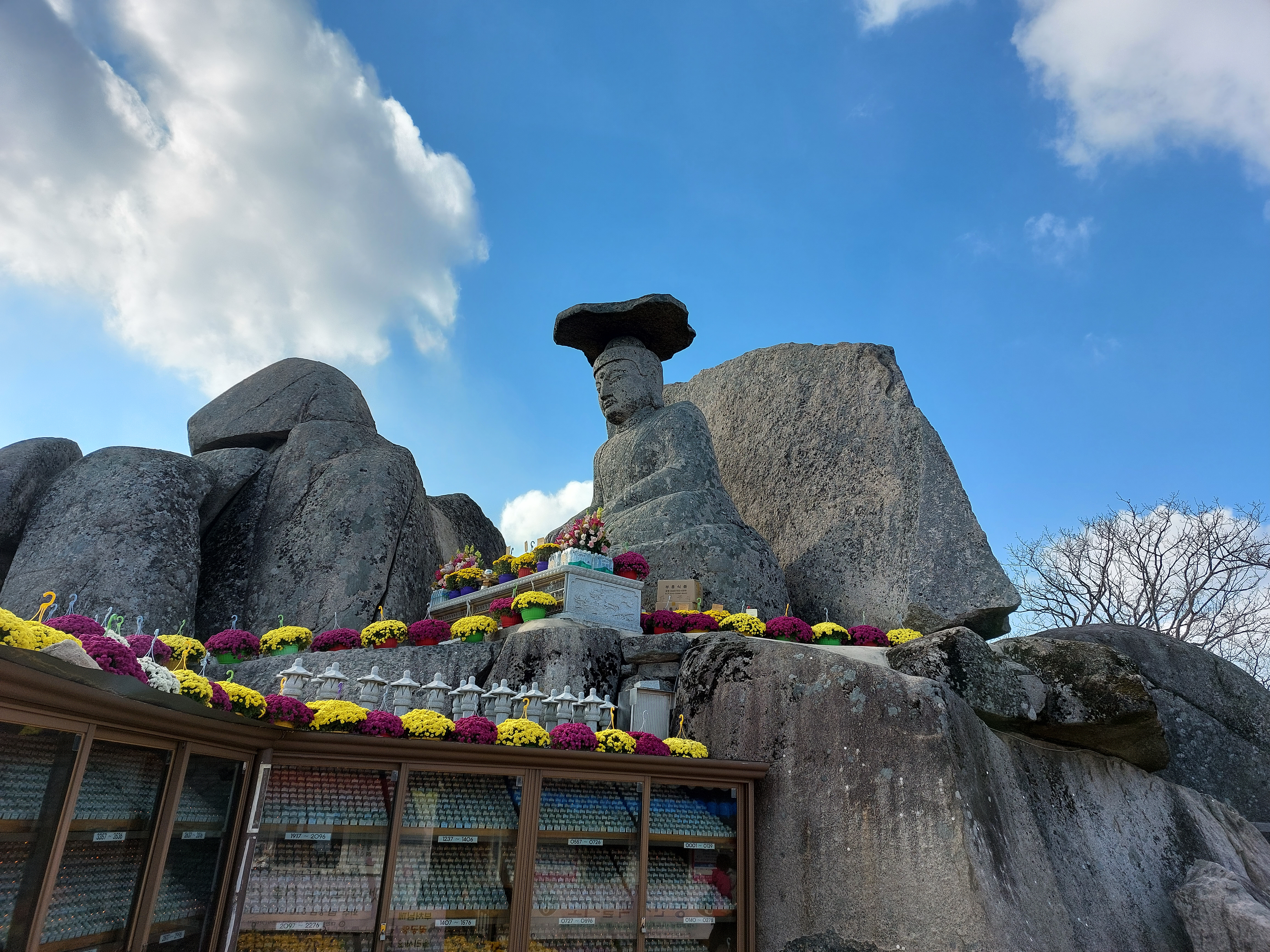
관봉은 봉우리 꼭대기에 약사여래불상이 있다.

- 파계봉 : 높이는 해발 991.2m이다.

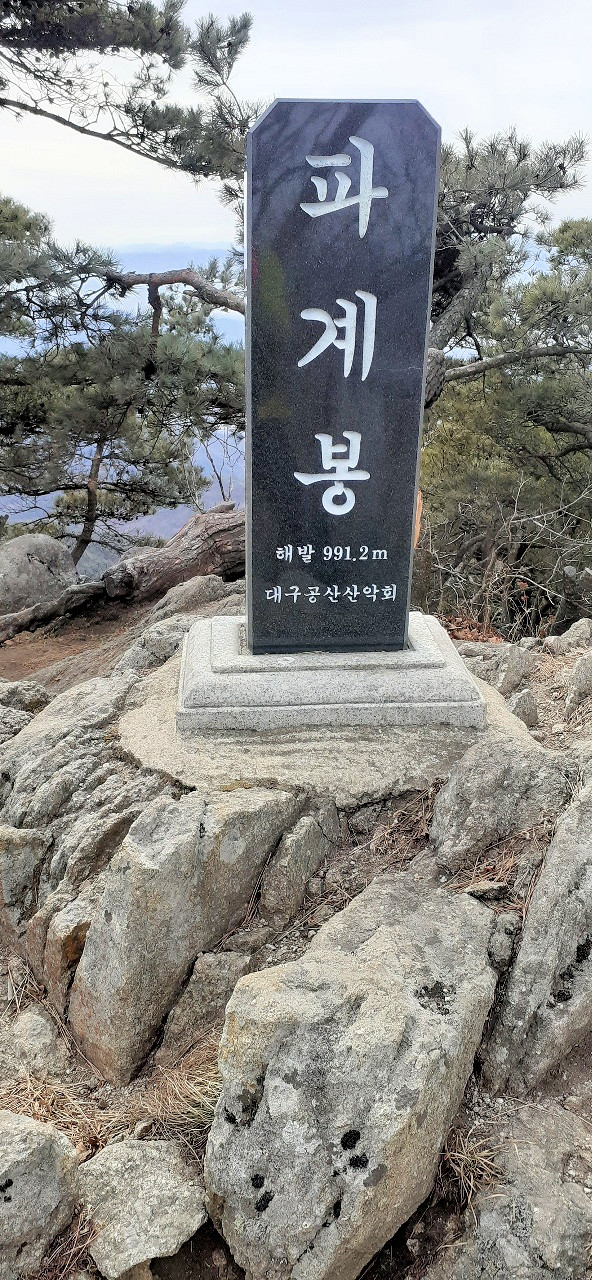
파계봉

- 신림봉: 팔공산 케이블카(팔공스카이라인)가 있는 봉우리이다. 높이는 해발 820m.

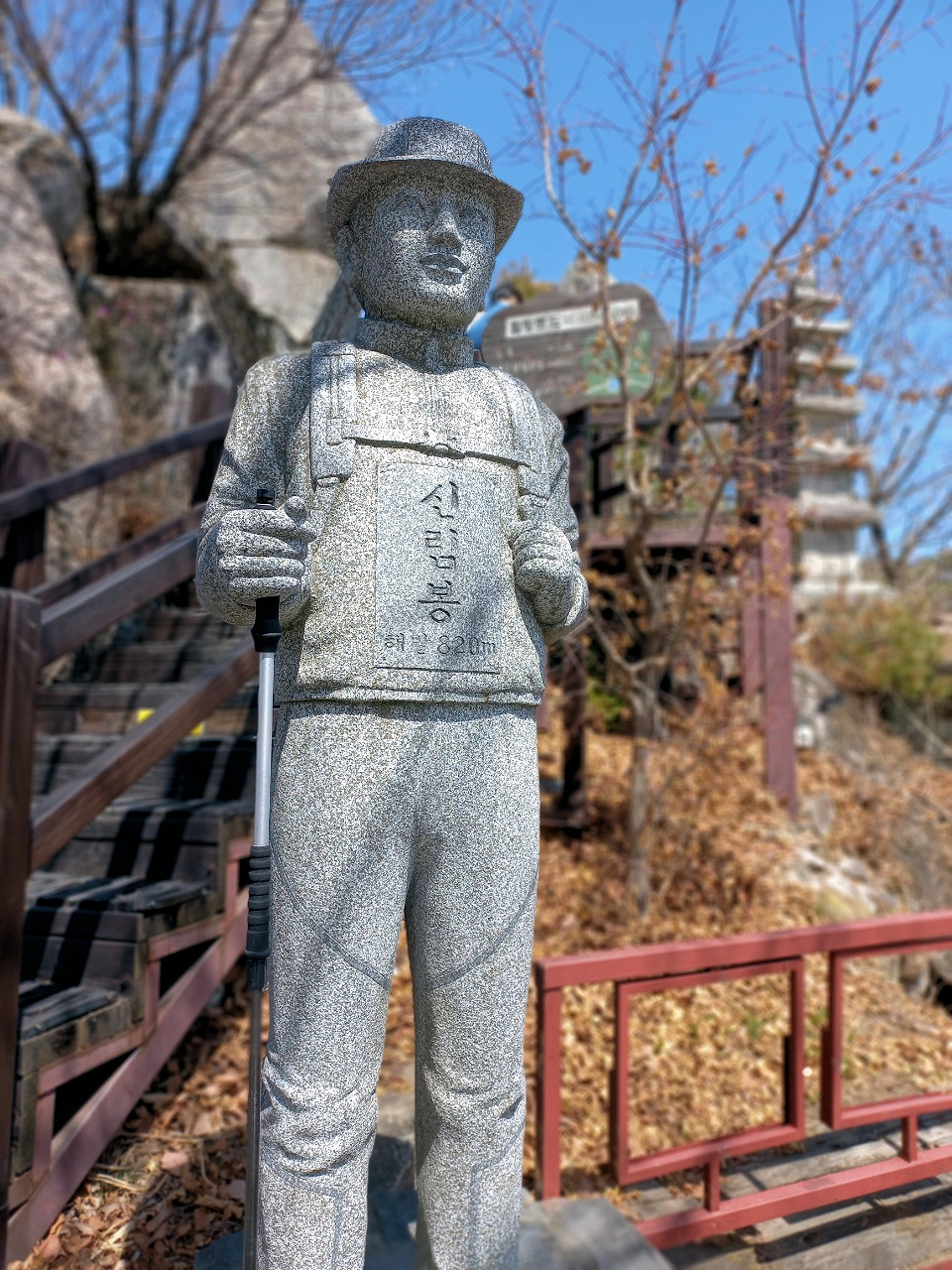
신림봉

- 인봉(印峰): 높이는 해발 579m. 봉우리가 도장 모양이라 이곳을 오르면 나랏일을 하는 시험에 합격을 할 수도 있다고 한다. 현재 나랏일을 한다면 더 높은 관직에 오른다는 소문이 있다.

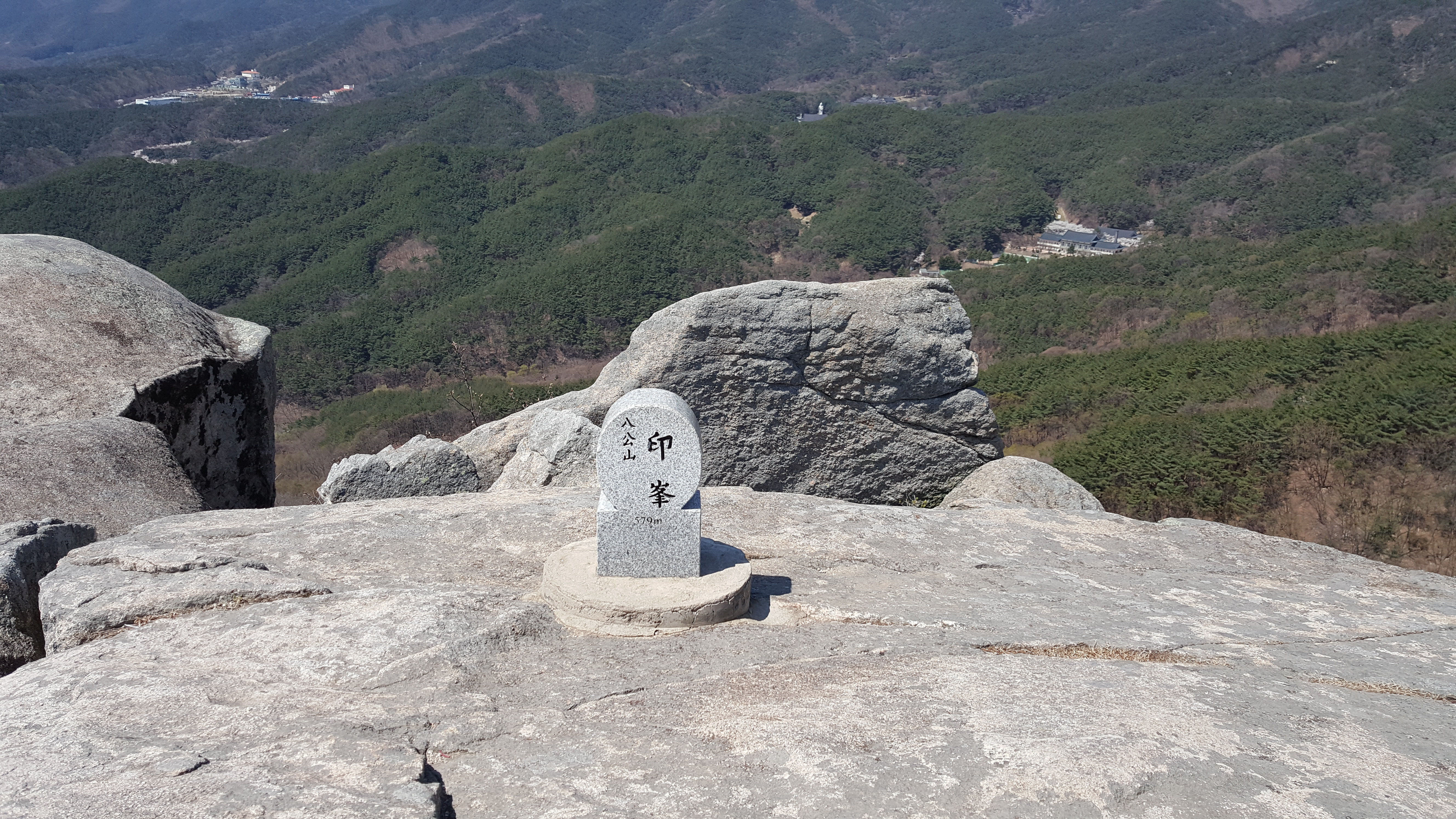
인봉(도장 봉우리)

- 노적봉 : 봉우리가 곡식을 쌓은 것처럼 보인다고 해서 붙은 이름이다. 높이는 해발 891m이다.[12]

- 삿갓봉 : 높이는 해발 931m이다.

## 관광
대구광역시의 주요 관광지로 2021년부터 2022년까지 2년 연속 한국관광 100선에 선정됐다. 대형 카페가 많고, 산채비빔밥, 팔공산 미나리삼겹살 등 다양한 먹거리를 즐길 수 있다는 점이 높이 평가받았다. 봄꽃을 즐길 수 있는 드라이브 코스도 유명하다.

### 사찰
- 동화사: 대구광역시의 대표적인 사찰로 통일대불이 유명하다.
- 은해사: 경상북도 영천시에 위치한 제10교구 본사이다.
- 선본사(갓바위): 평생에 1가지 소원은 꼭 들어준다는 갓바위를 소유한 사찰이다.
- 송림사: 오층전탑으로 유명하다.
- 부인사: 신라 선덕여왕을 기리는 사찰로 숭모재가 열린다. 초조대장경을 소장했었었다.
- 파계사: 조선 영조와 관련된 이야기가 많은 사찰이다.
- 거조사: 오백나한과 영산전이 학술적으로도 중요한 사찰이다.
- 북지장사: 삼국시대 기록에도 자주 나오는 유서 깊은 사찰이다.
- 관암사: 대구쪽에서 갓바위를 갈 때, 오르는 1365계단의 입구에 위치한 사찰이다.
- 관음사: 한국불교대학(구. 영남불교대학)의 회주인 우학스님이 개원한 사찰이다.
- 삼존석굴사(군위 석굴암 또는 제2석굴암): 경주 석굴암보다 100년 먼저 만들어졌고, 경주 석굴암 조성에 영향을 주었으나 널리 알려지지 못했다.

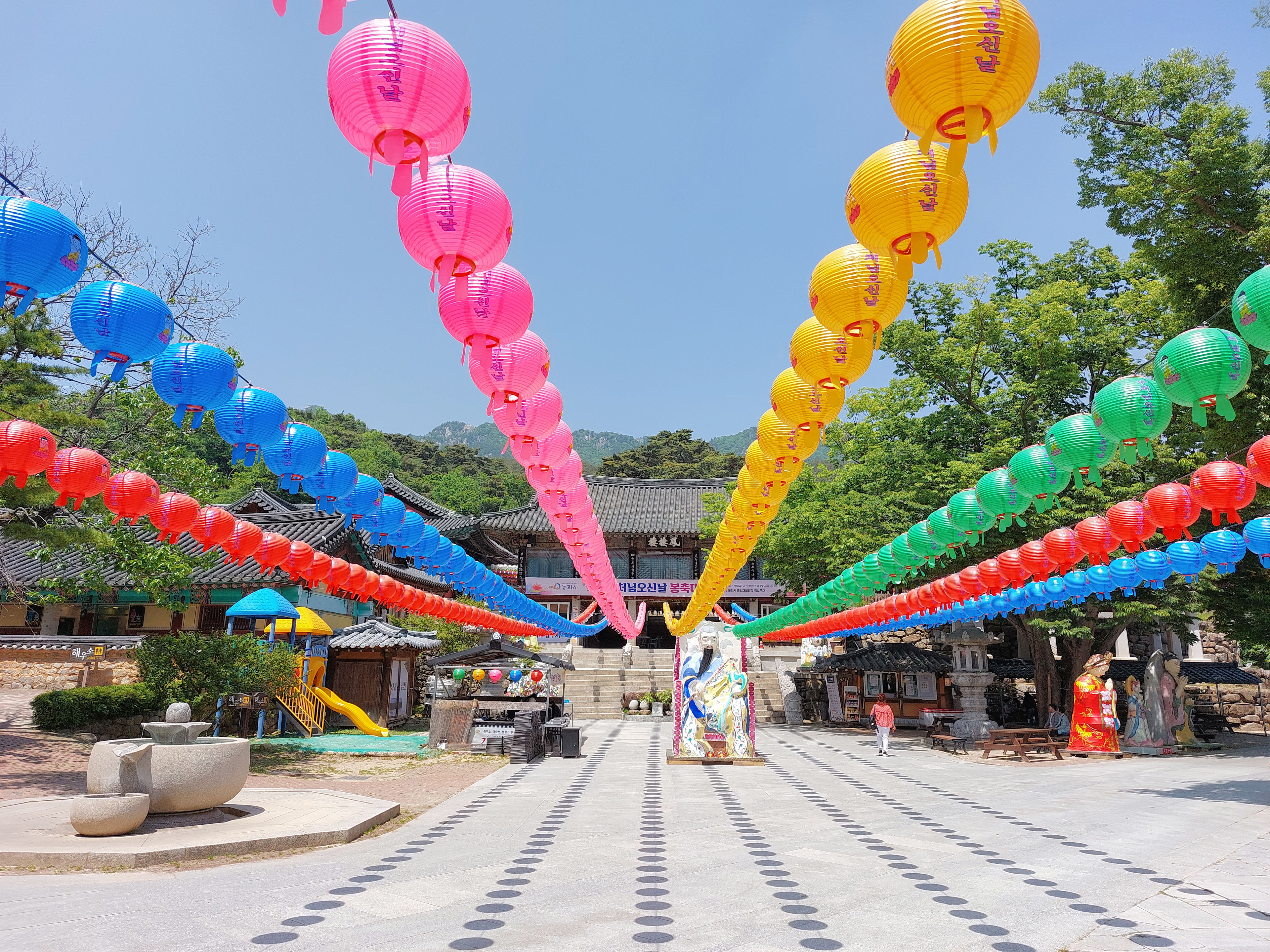
동화사
동화사 통일대불
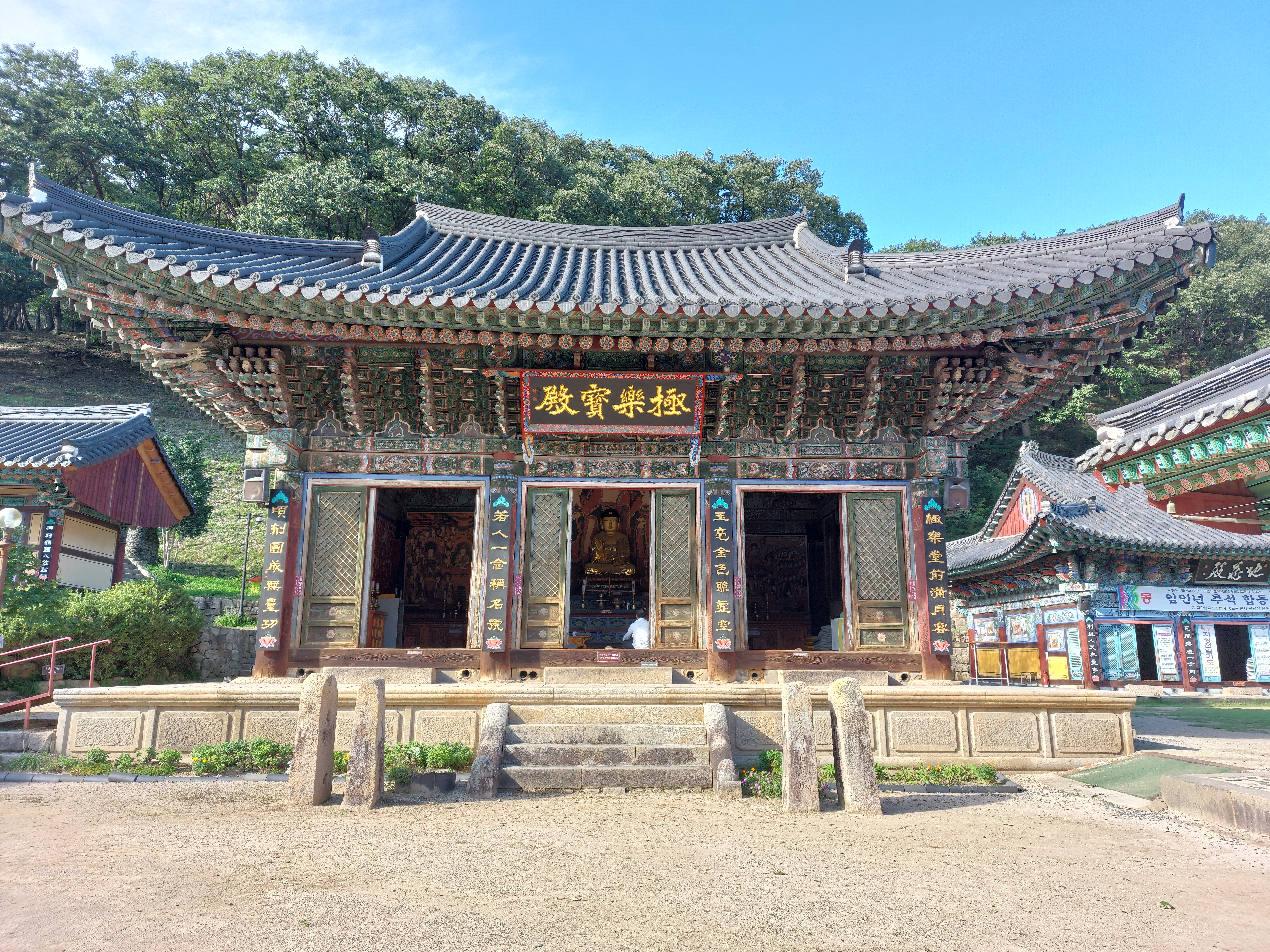
은해사 극락보전
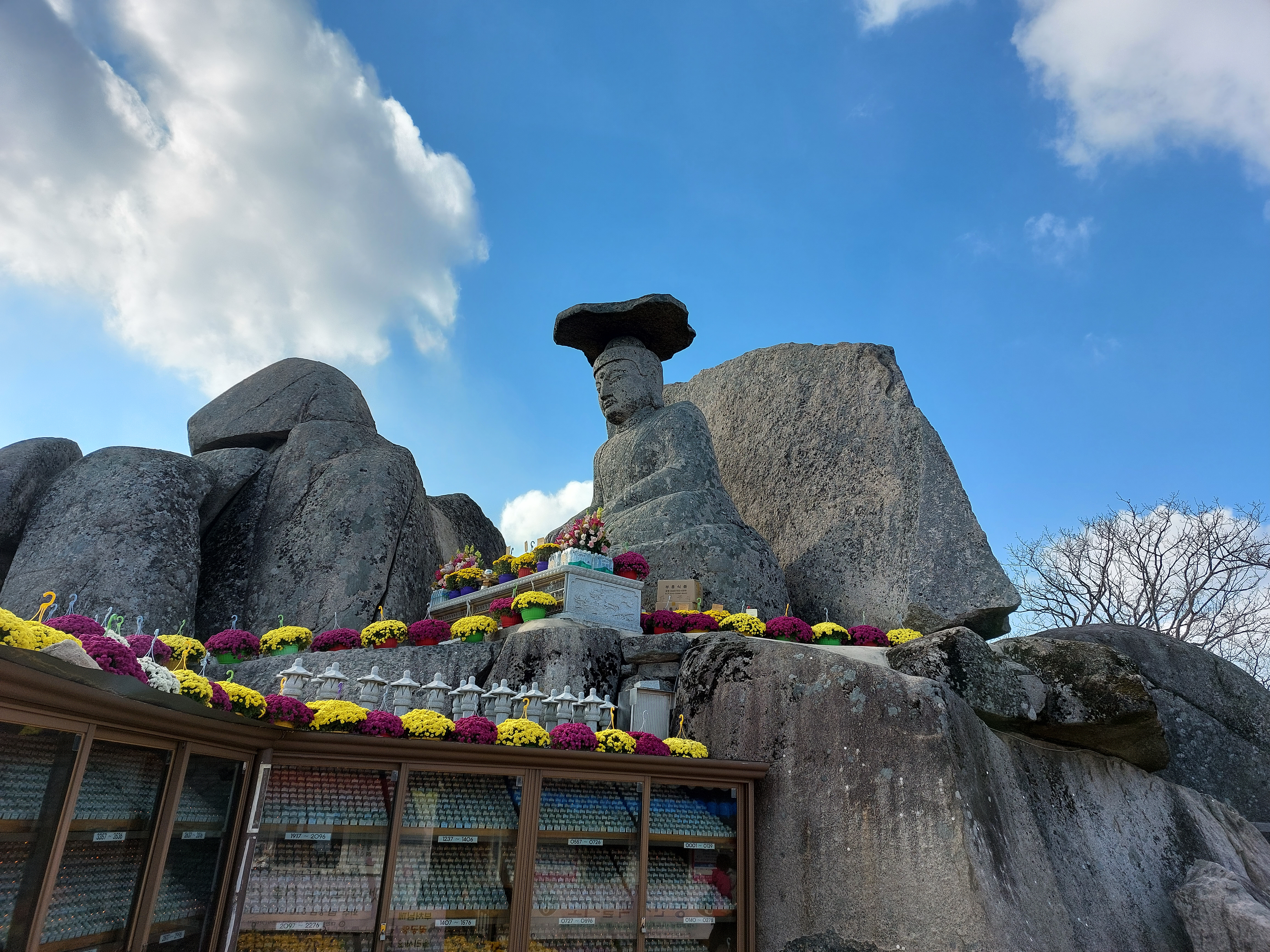
선본사 팔공산 갓바위
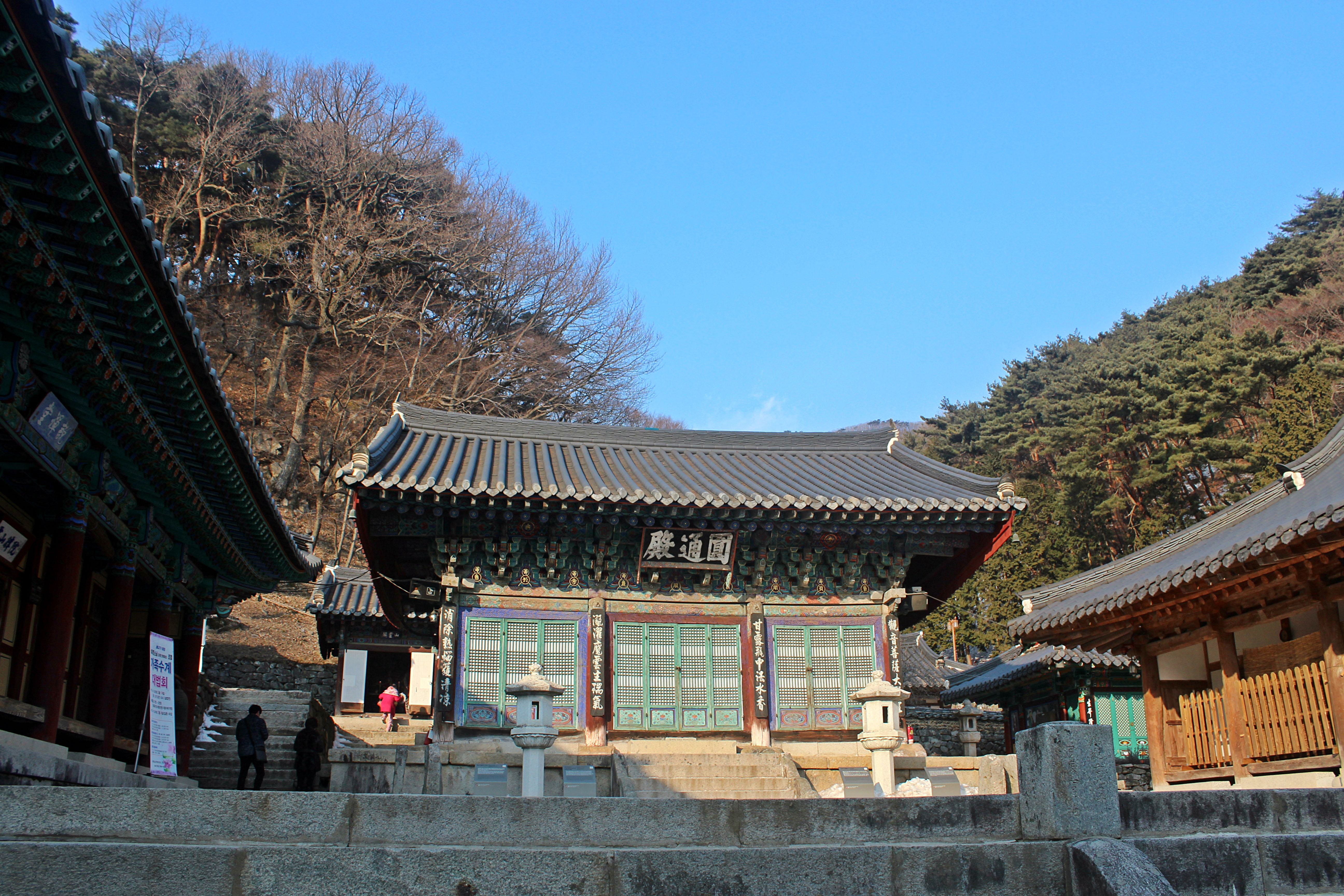
파계사 원통전
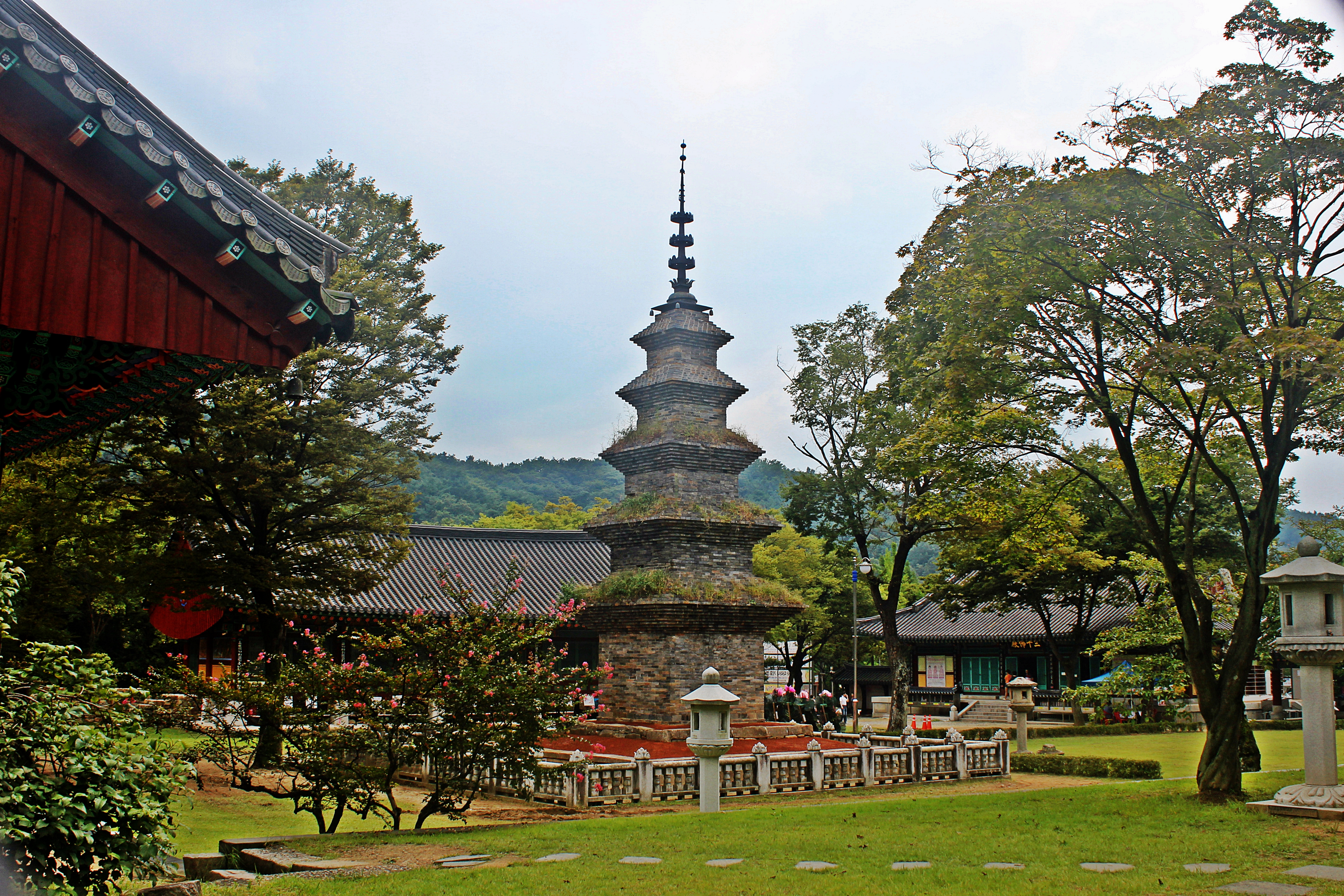
송림사 오층전탑
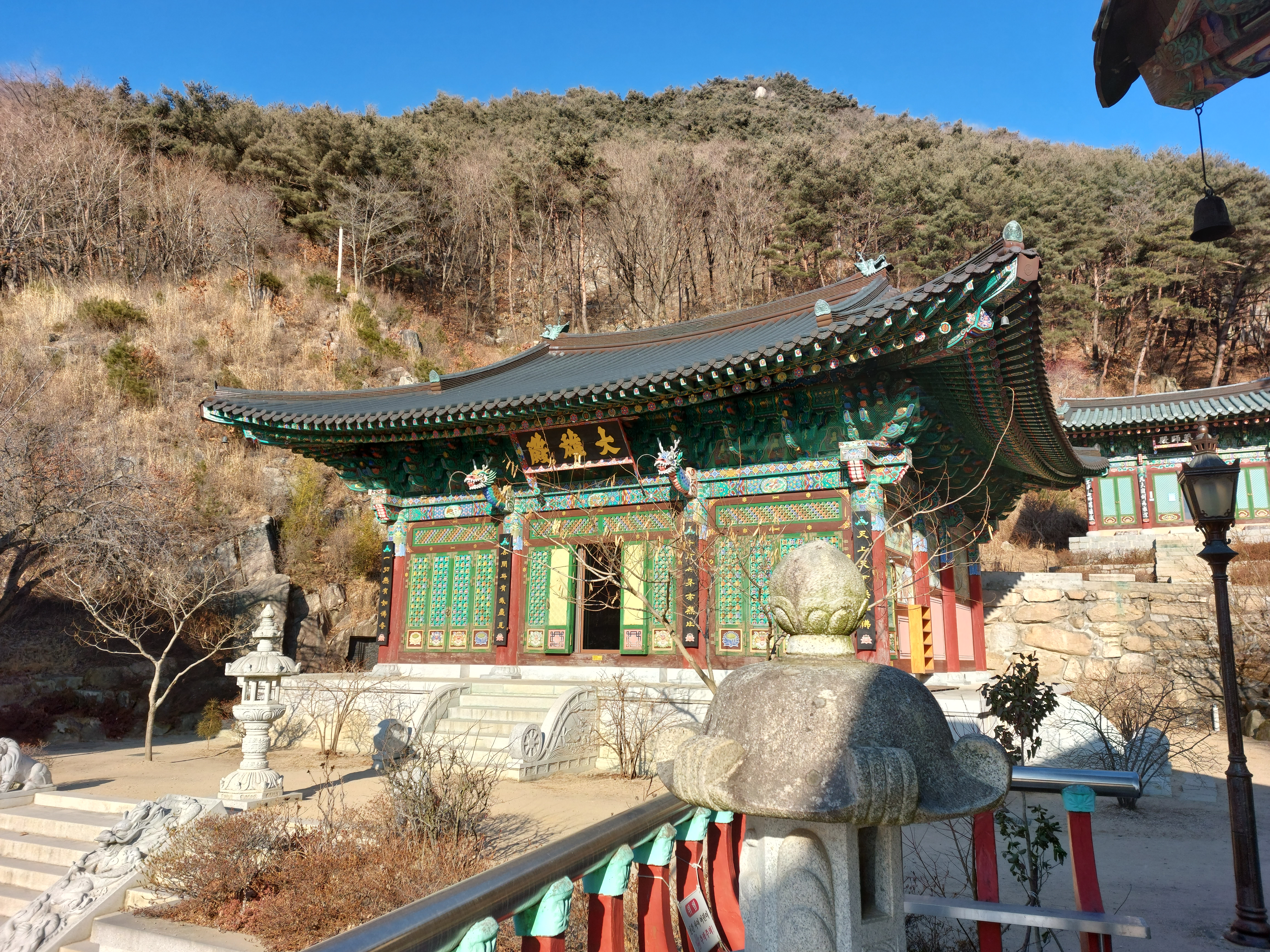
관암사 대웅전
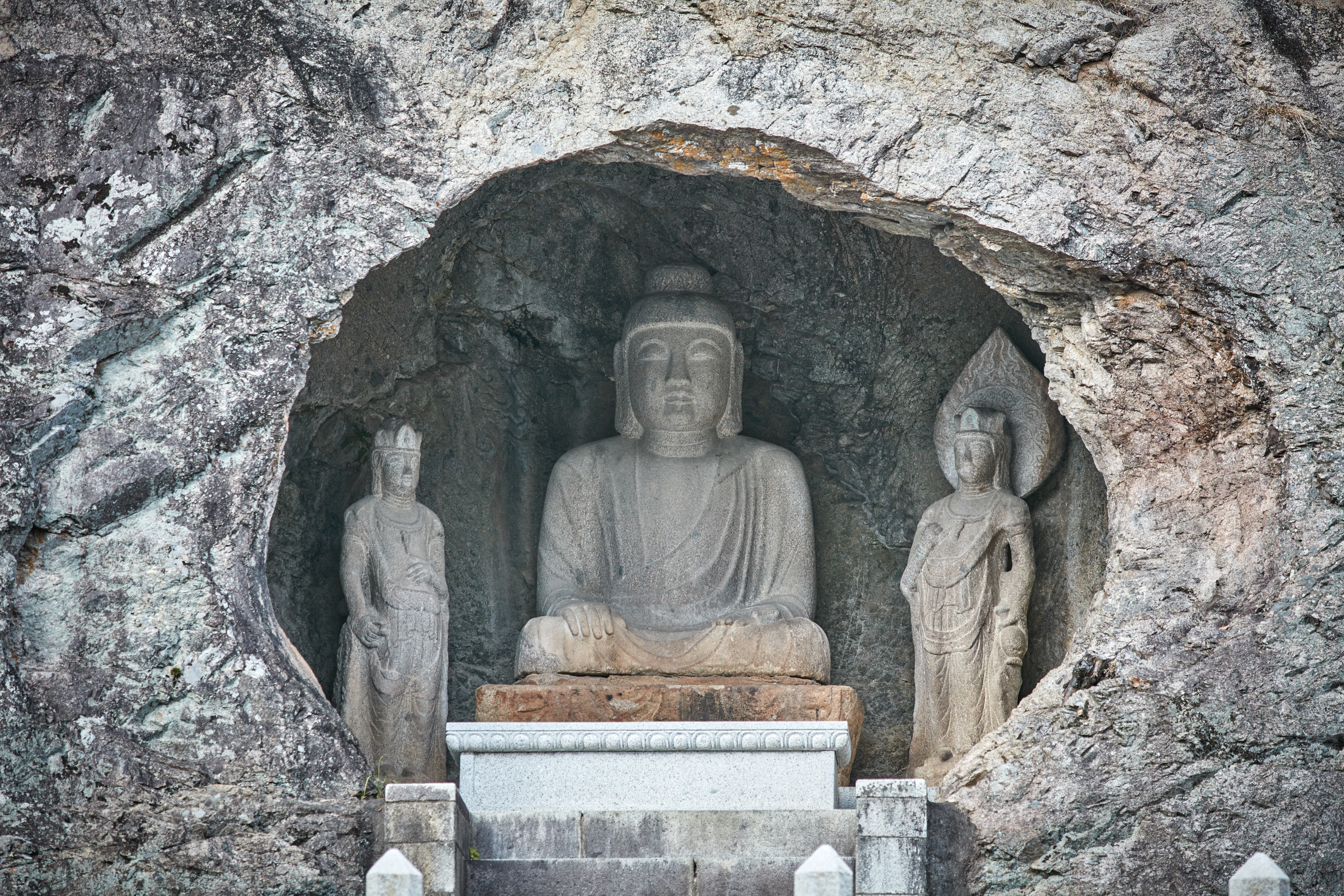
군위군 석굴암

### 위락시설
동화사집단시설지구, 파계사집단시설지구, 갓바위집단시설지구, 팔공스카이라인, 동화사 자동차극장 등이 있다.

#### 팔공스카이라인

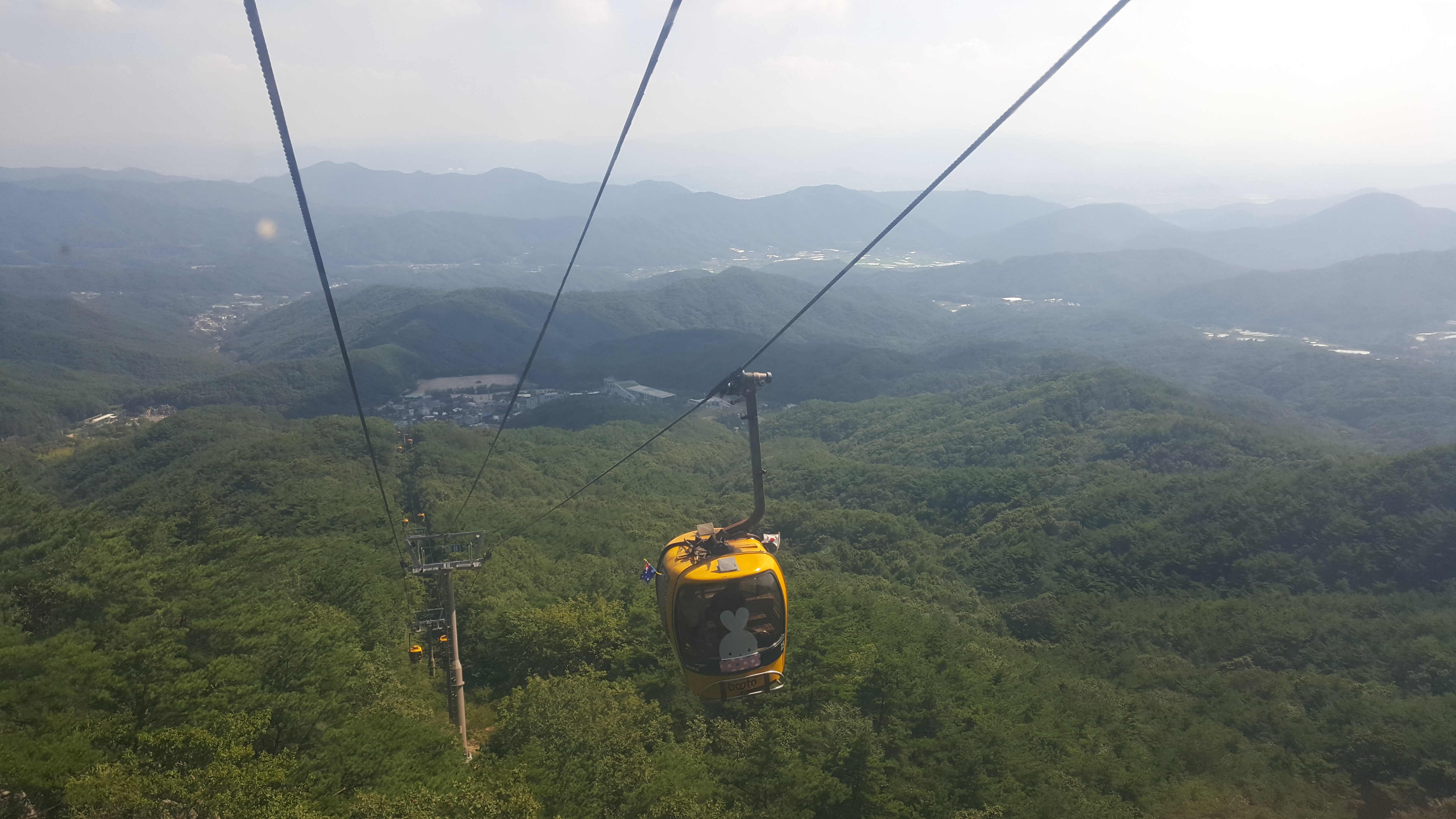
팔공산 케이블카

정식 명칭은 대구 팔공산 케이블카로 1985년 10월 18일 개통했으며 길이 1,192m이다. 2013년 이용객 수는 28.8만명이었다.

### 숙박시설
팔공산온천관광호텔, 제2석굴암온천호텔, 힐사이드관광호텔이 있다.

### 야영장 및 청소년시설
팔공산 캠핑장(동화사 탑골 야영장, 파계사 야영장, 도학동 야영장), 가산산성야영장 보관됨 2023-05-19 - 웨이백 머신, 성덕수련원, 팔공학생야영장이 있다.

### 체육시설
팔공컨트리클럽이 있다.

### 유적지 및 명소
신숭겸 장군 유적지, 가산산성, 노태우 대통령 생가, 비로봉 제천단, 한티순교성지, 치산관광지 등이 있다.

#### 신숭겸장군 유적지
고려 태조 왕건을 대신하여 대구 팔공산에서 대신 목숨을 잃은 신숭겸 장군의 유적지이다.

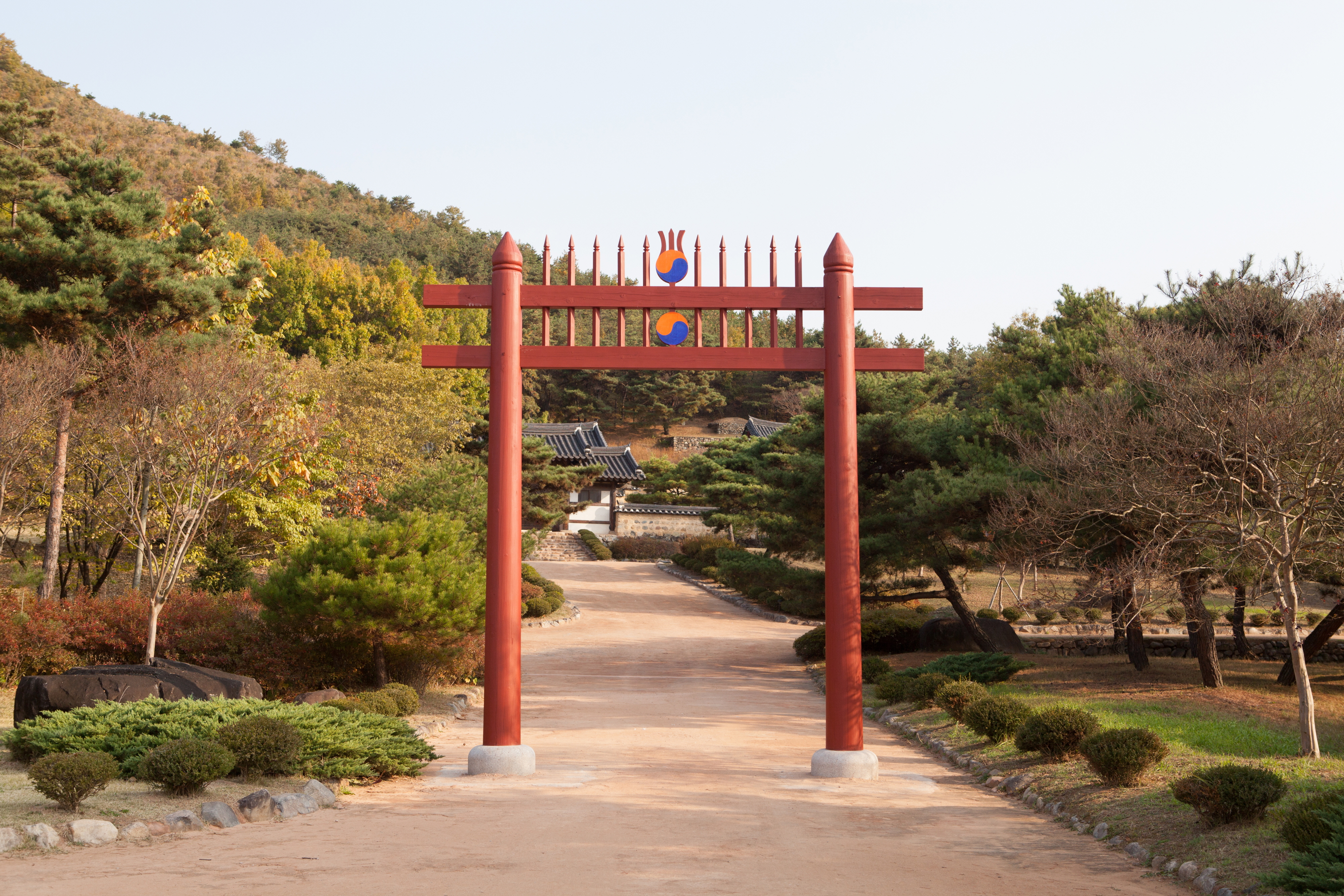
홍살문
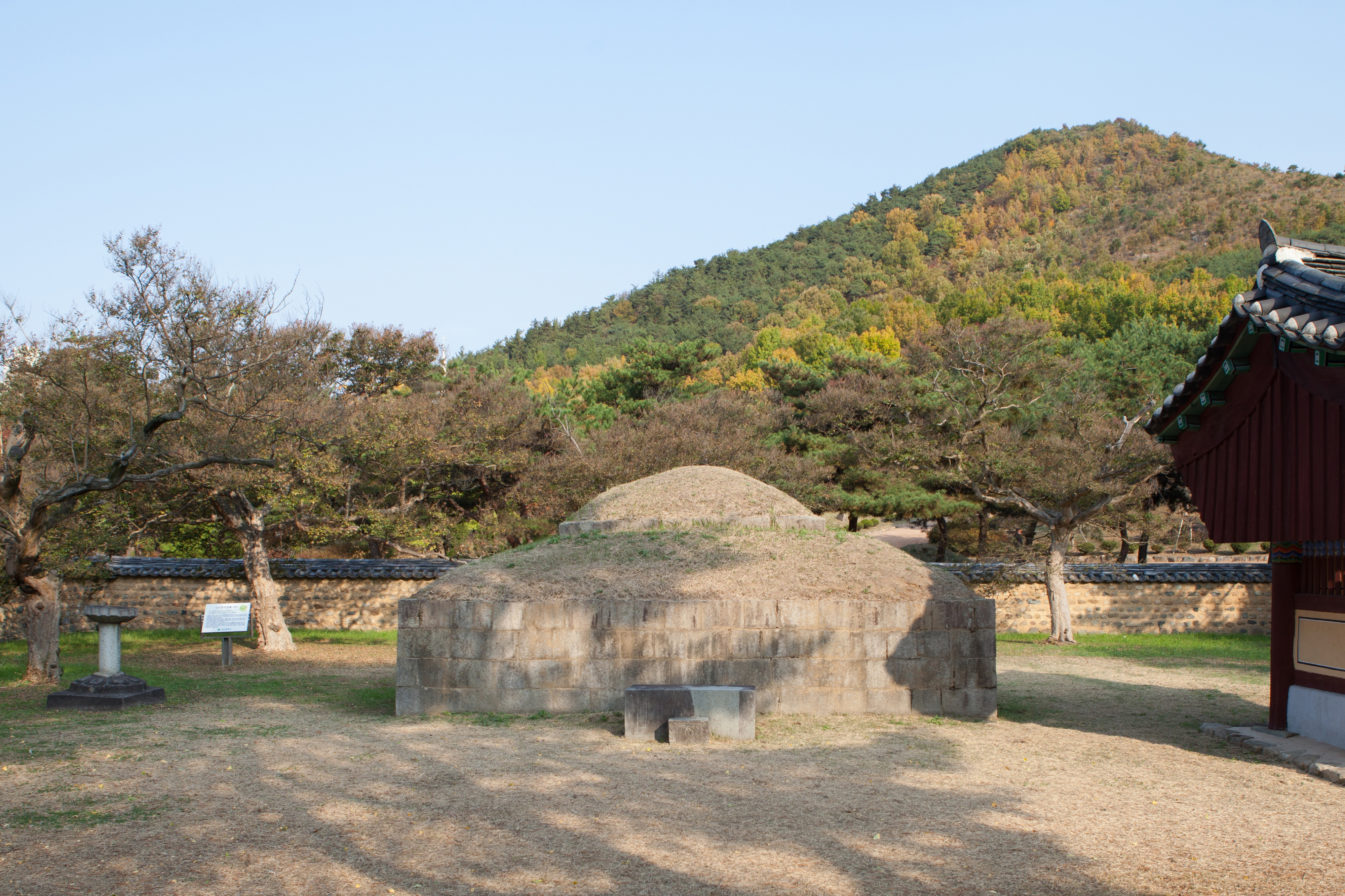
표충단 정면
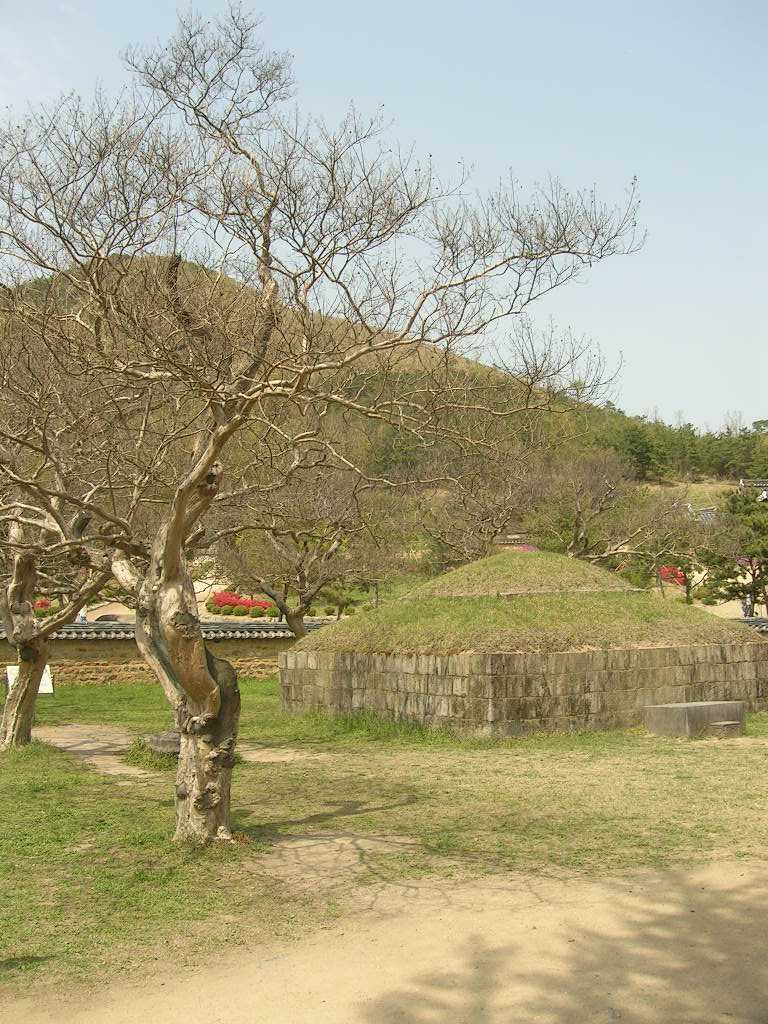
표충단 좌측면
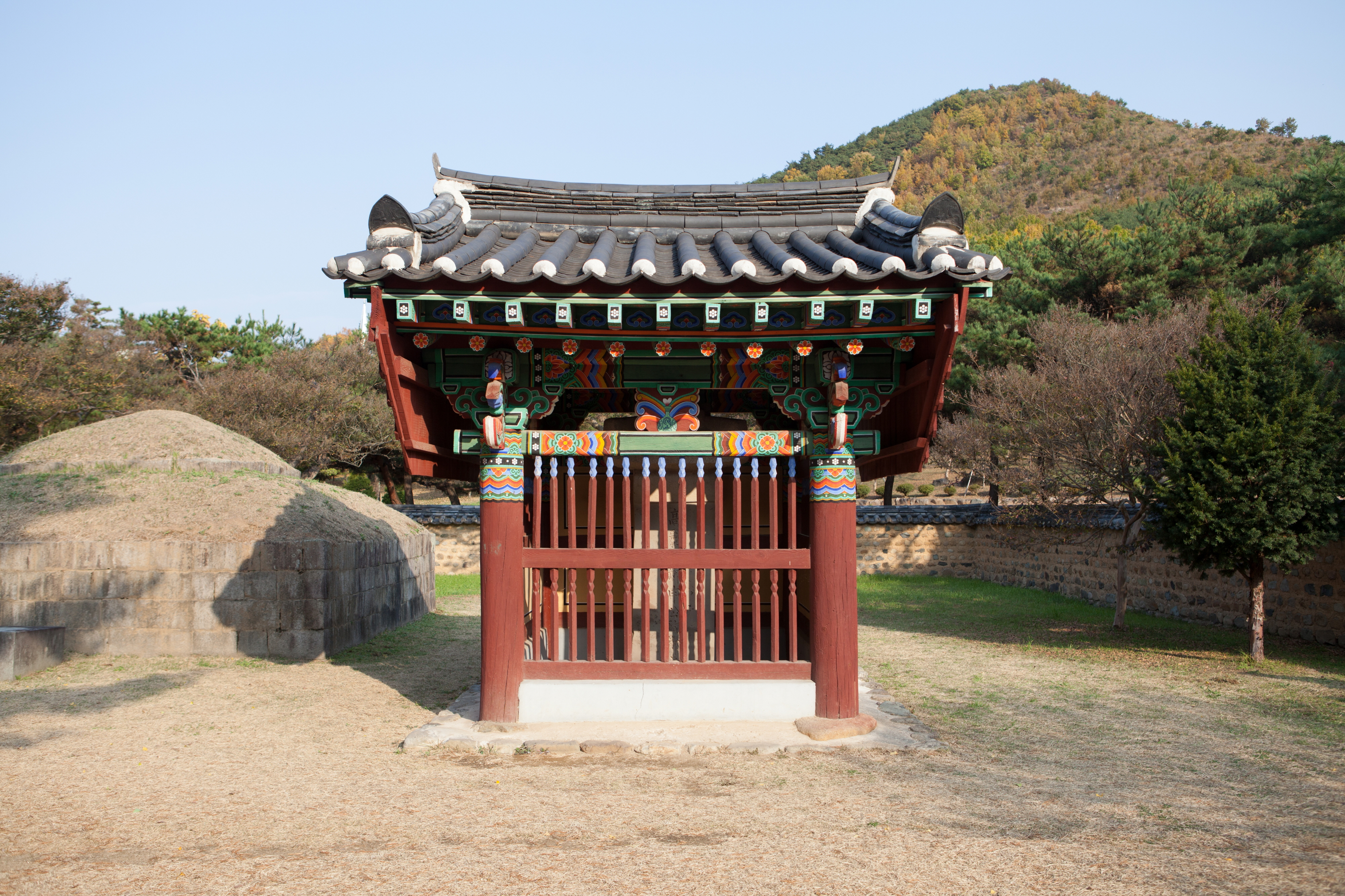
표충단 비석

#### 노태우대통령 생가
대한민국의 제13대 대통령 노태우의 생가이다.

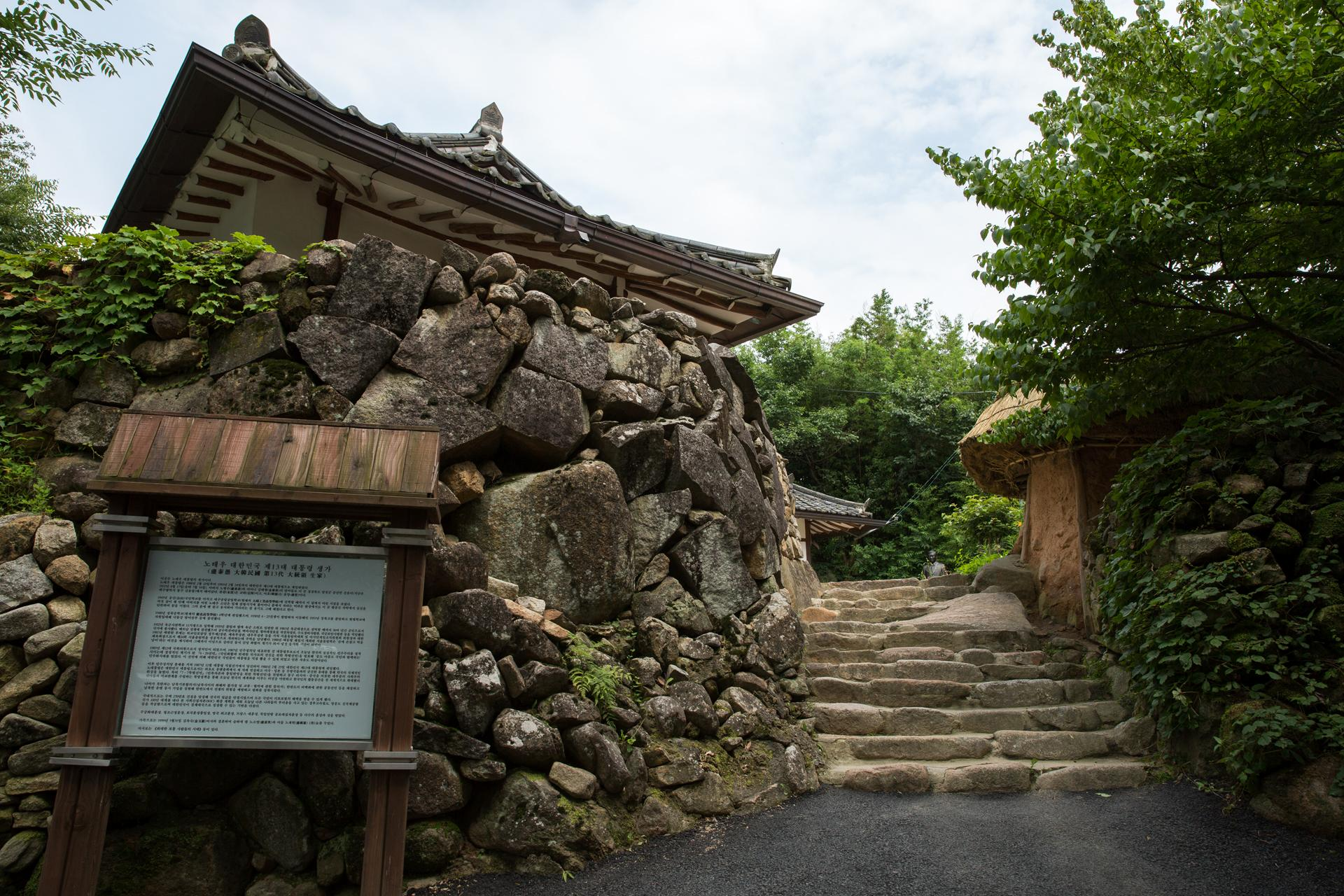
생가 입구
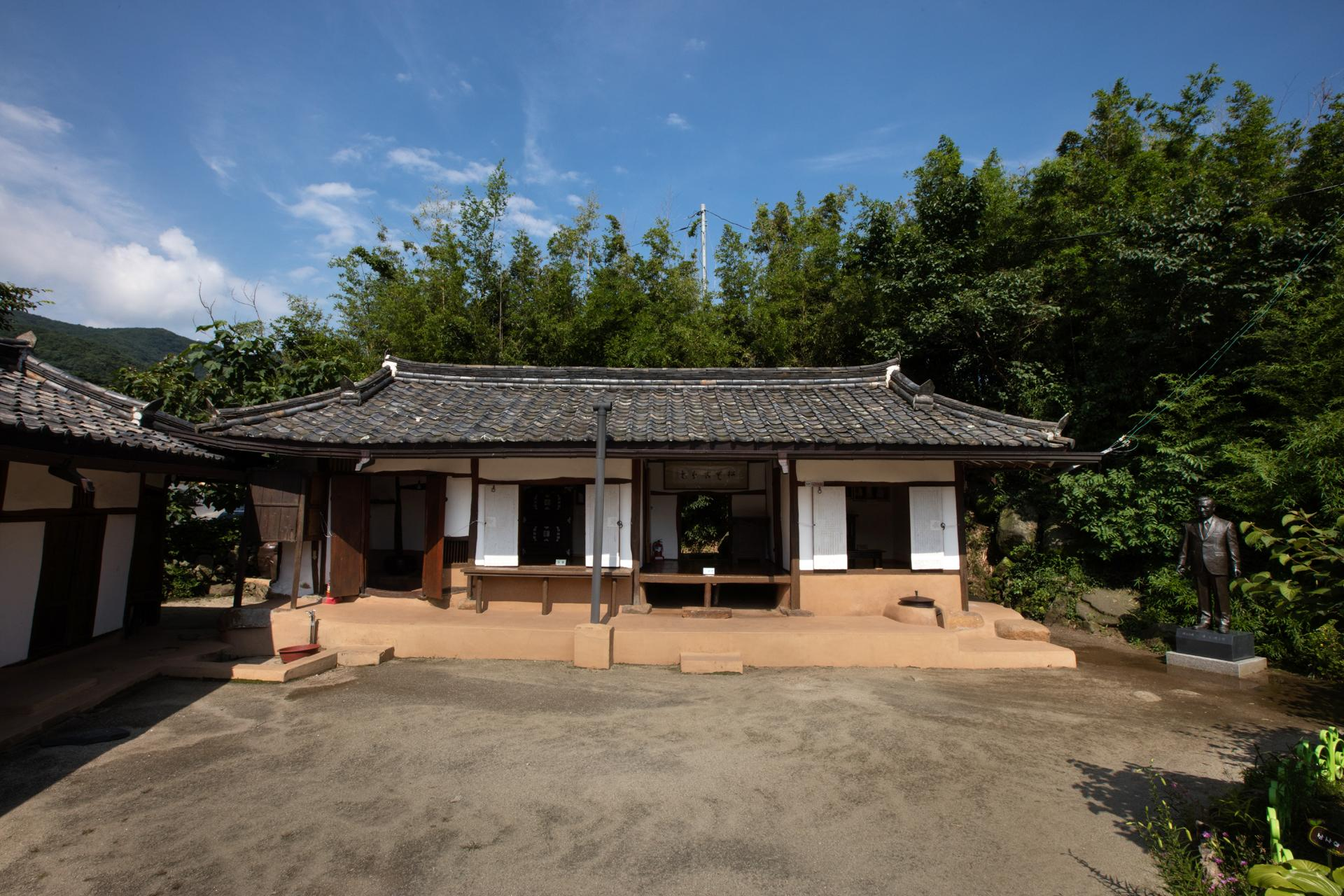
생가 정면
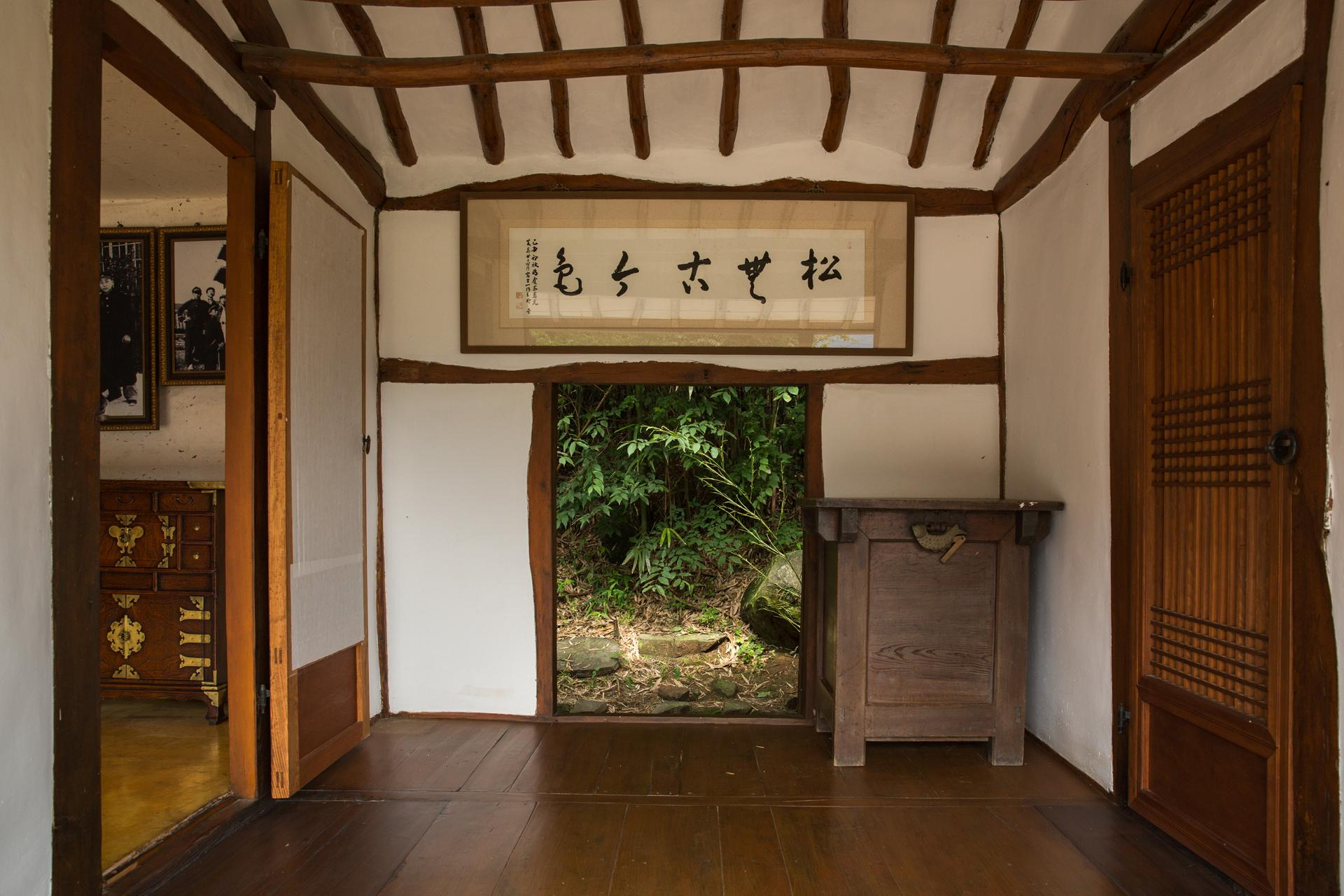
생가 대청마루
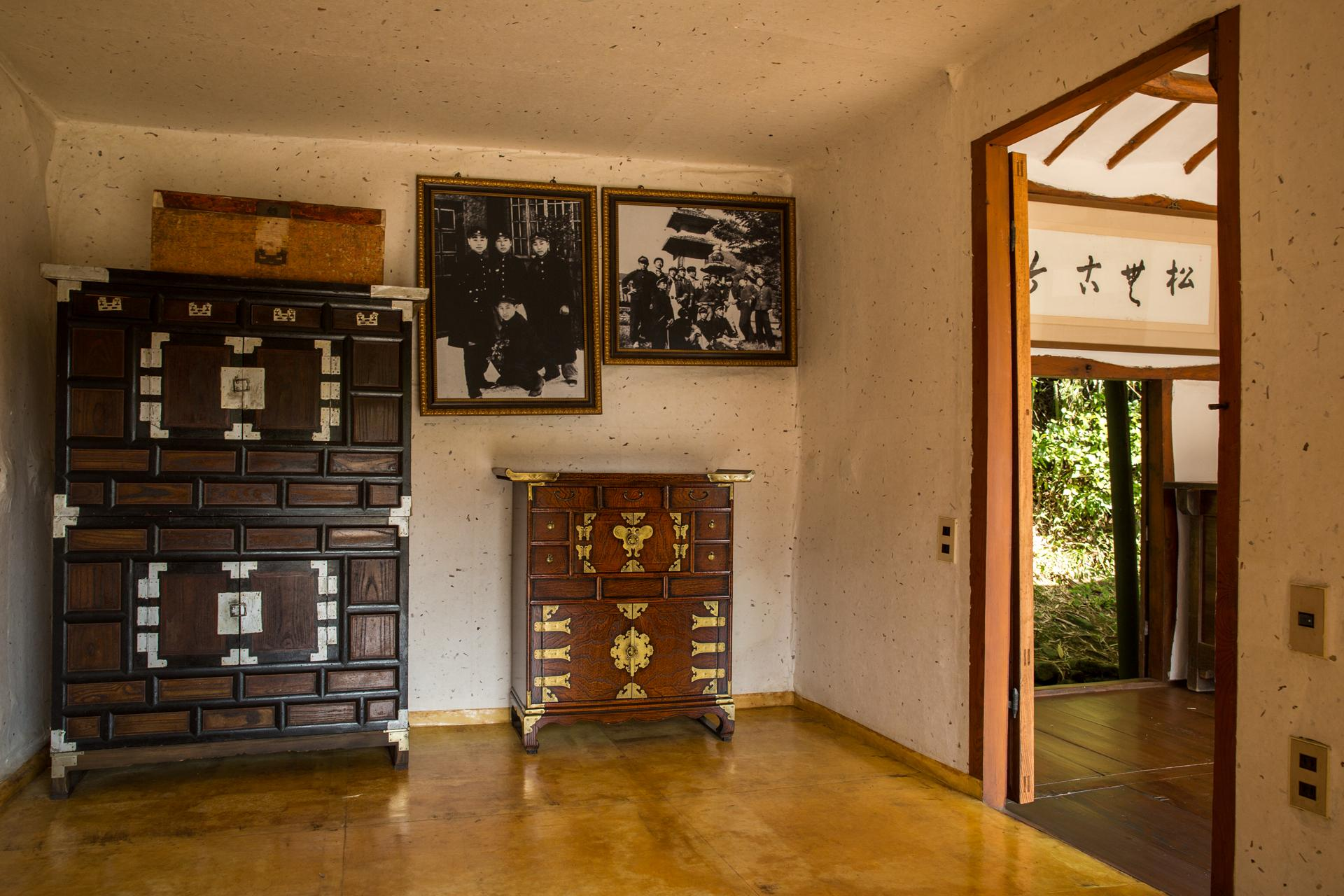
생가 왼쪽 방
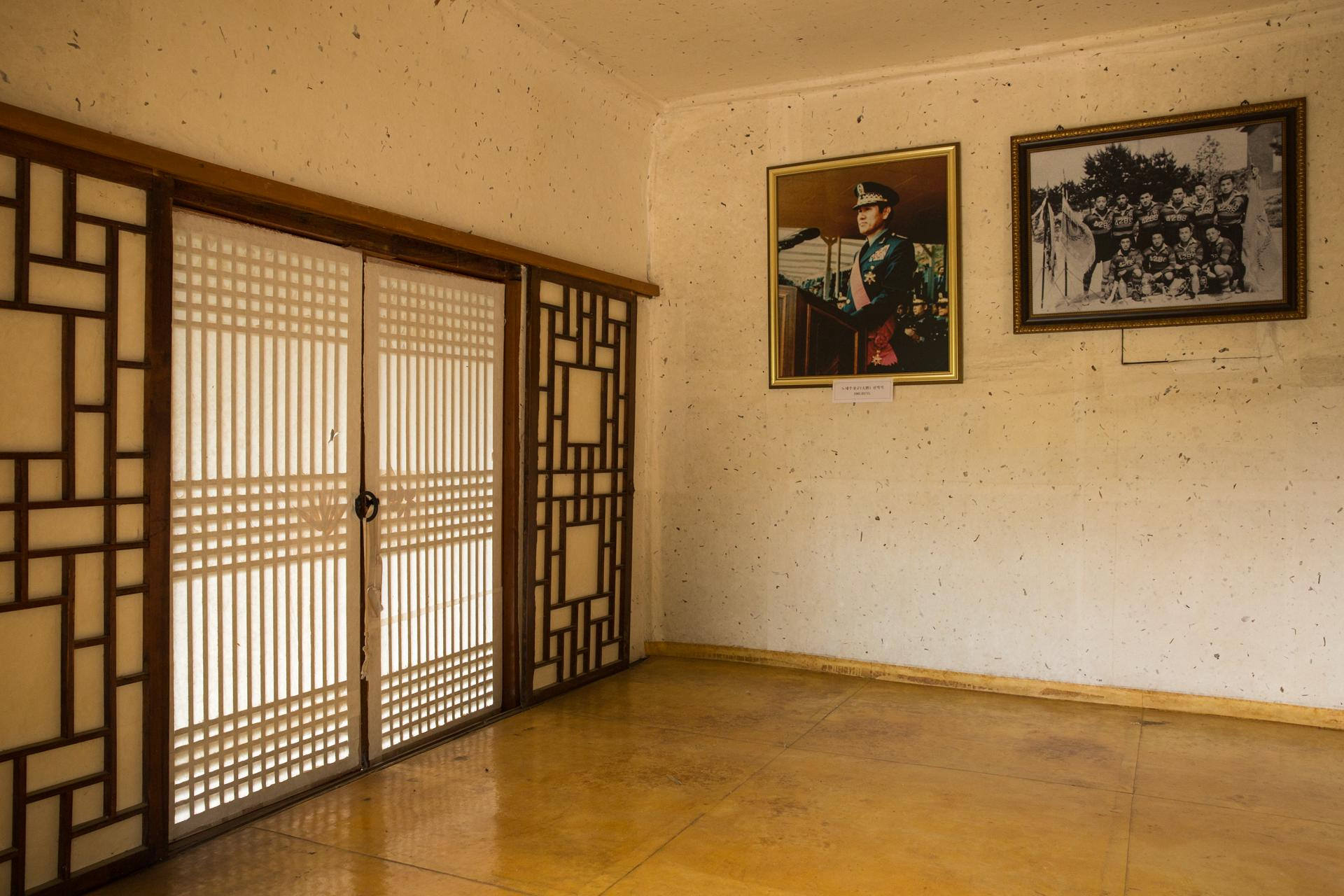
생가 오른쪽 방

### 전시관
대구시민안전테마파크, 방짜유기박물관

#### 대구시민안전테마파크
2.18 대구지하철 참사를 계기로 만들어졌으며, 안전사고 예방을 위한 실질적인 체험교육을 할 수 있다. 어린이 안전 체험교육이 인기다.
- 1관: 지하철안전체험, 교통안전체험, 미래소방관체험
- 2관: 위기대응체험, 응급처치체험

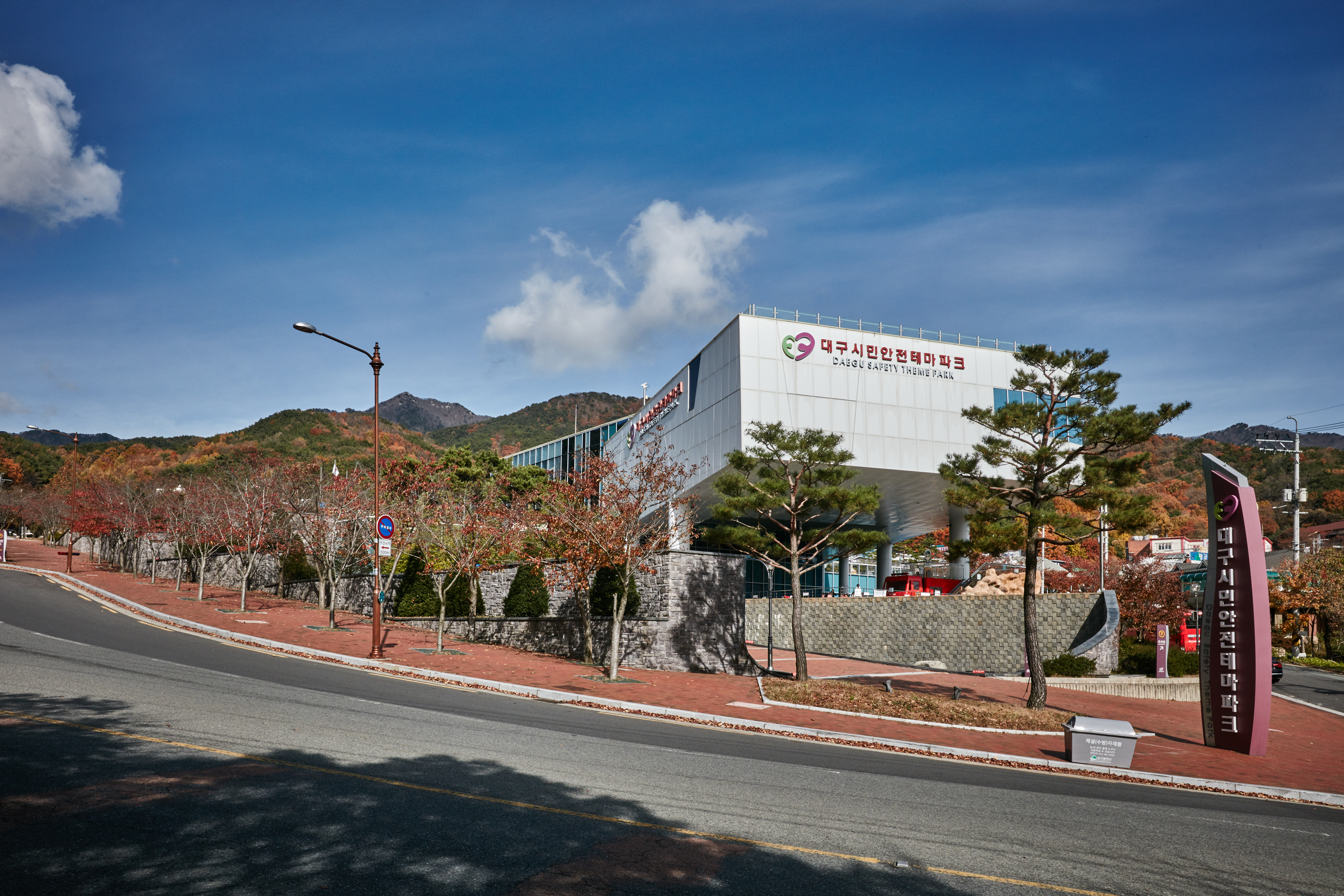
대구시민안전테마파크 전경
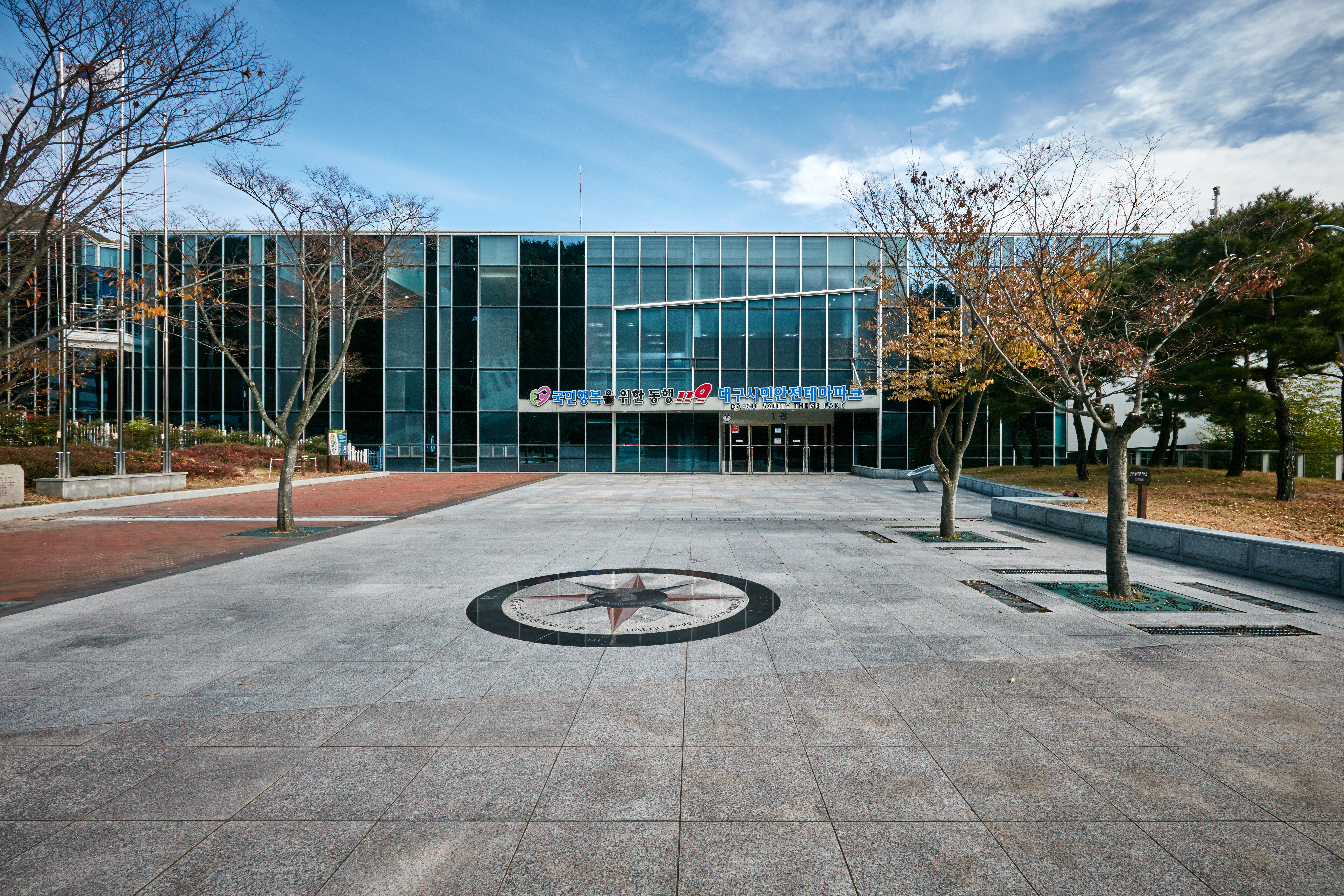
대구시민안전테마파크
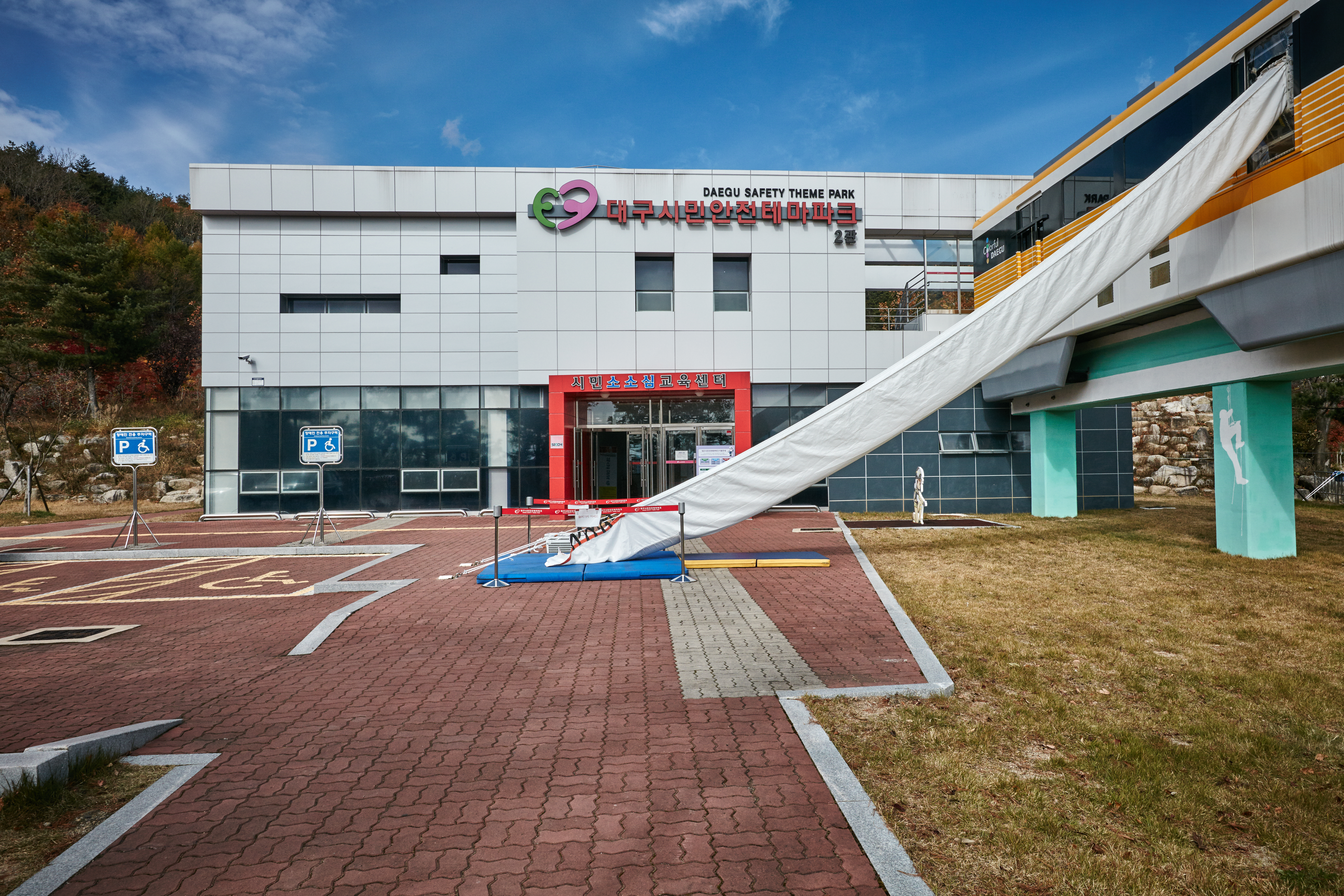
대구시민안전테마파크 2관
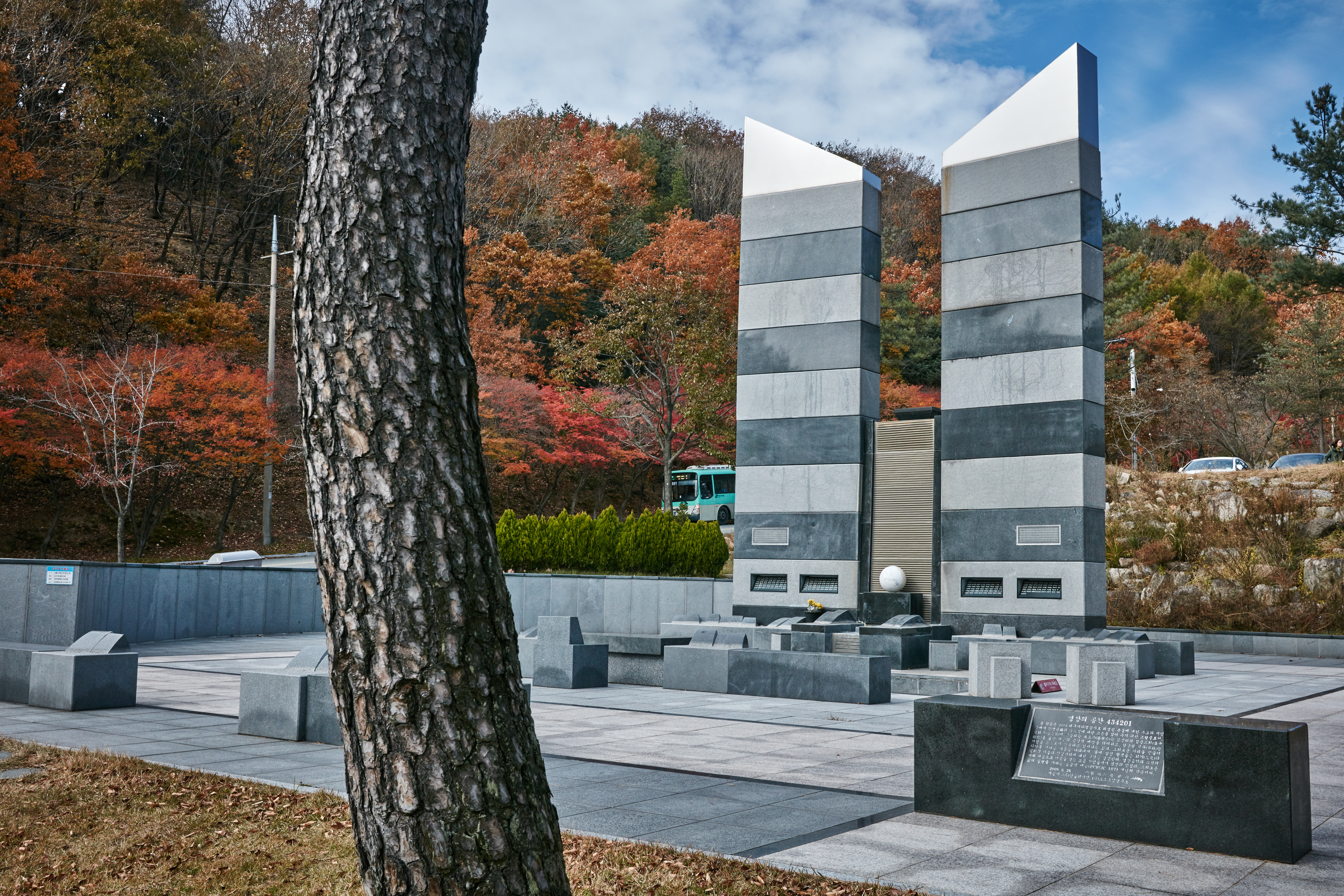
명상의 공간 434201

### 드라이브 코스
팔공산 순환도로가 있다.

### 기념비
6.25 및 월남참전 유공자 기념비가 있다.

### 주요 문화재

#### 국보
- 영천 은해사 거조암 영산전: 국보 제14호
- 군위 아미타여래삼존 석굴: 국보 제109호

#### 보물
- 칠곡 송림사 오층전탑: 보물 제189호
- 동화사 마애여래좌상: 보물 제243호
- 대구 동화사 비로암 석조비로자나불좌상: 보물 제244호
- 대구 동화사 비로암 삼층석탑: 보물 제247호
- 대구 동화사 금당암 동·서 삼층석탑: 보물 제248호
- 경산 팔공산 관봉 석조여래좌상: 보물 제431호
- 영천 은해사 운부암 금동보살좌상: 보물 제514호

#### 사적, 유형문화재, 문화재자료 등
- 가산산성: 사적 제216호
- 경산 선본암 삼층석탑: 경상북도 유형문화재 제115호
- 영천 은해사 거조암 삼층석탑: 경상북도 문화재자료 제104호

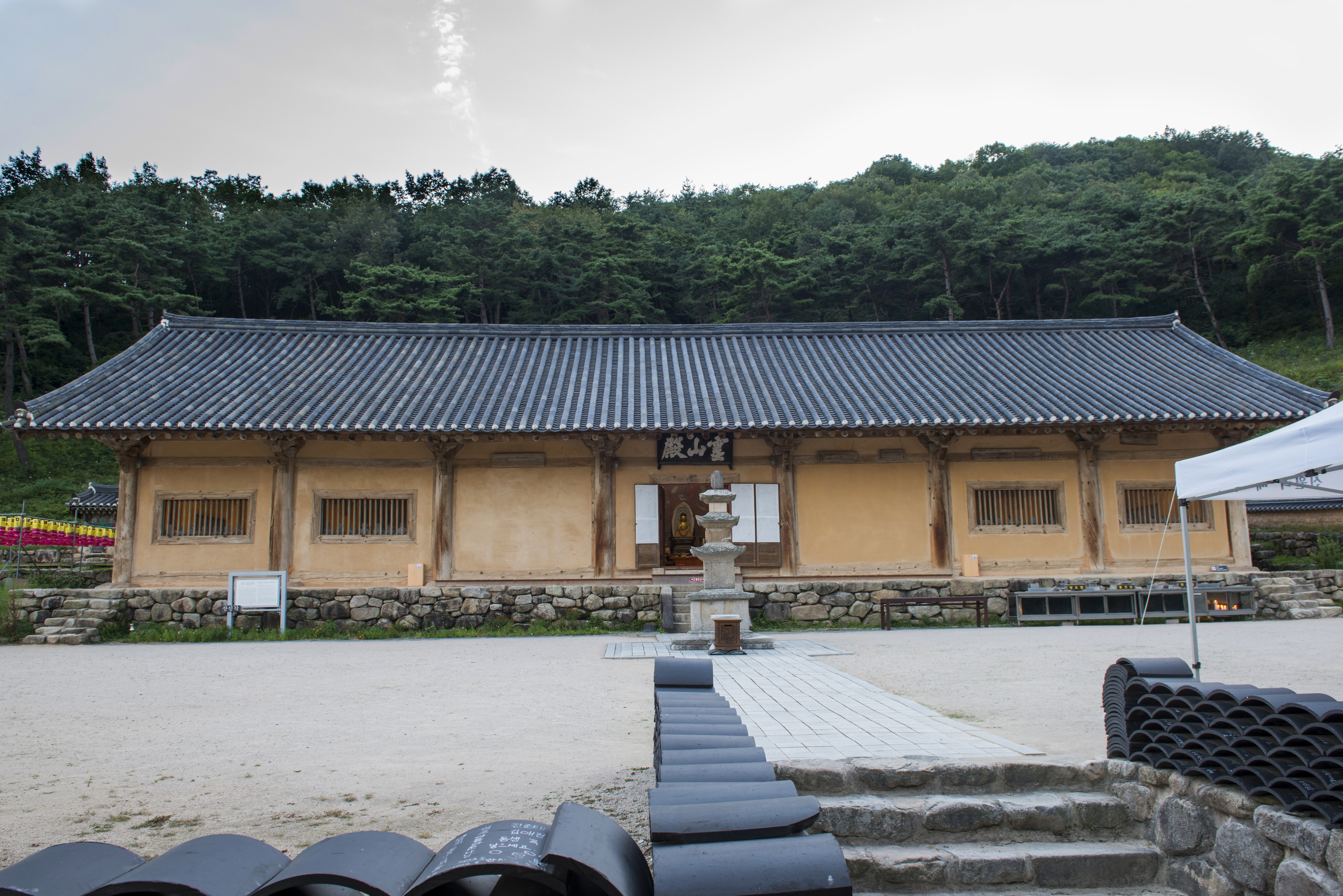
거조사 영산전
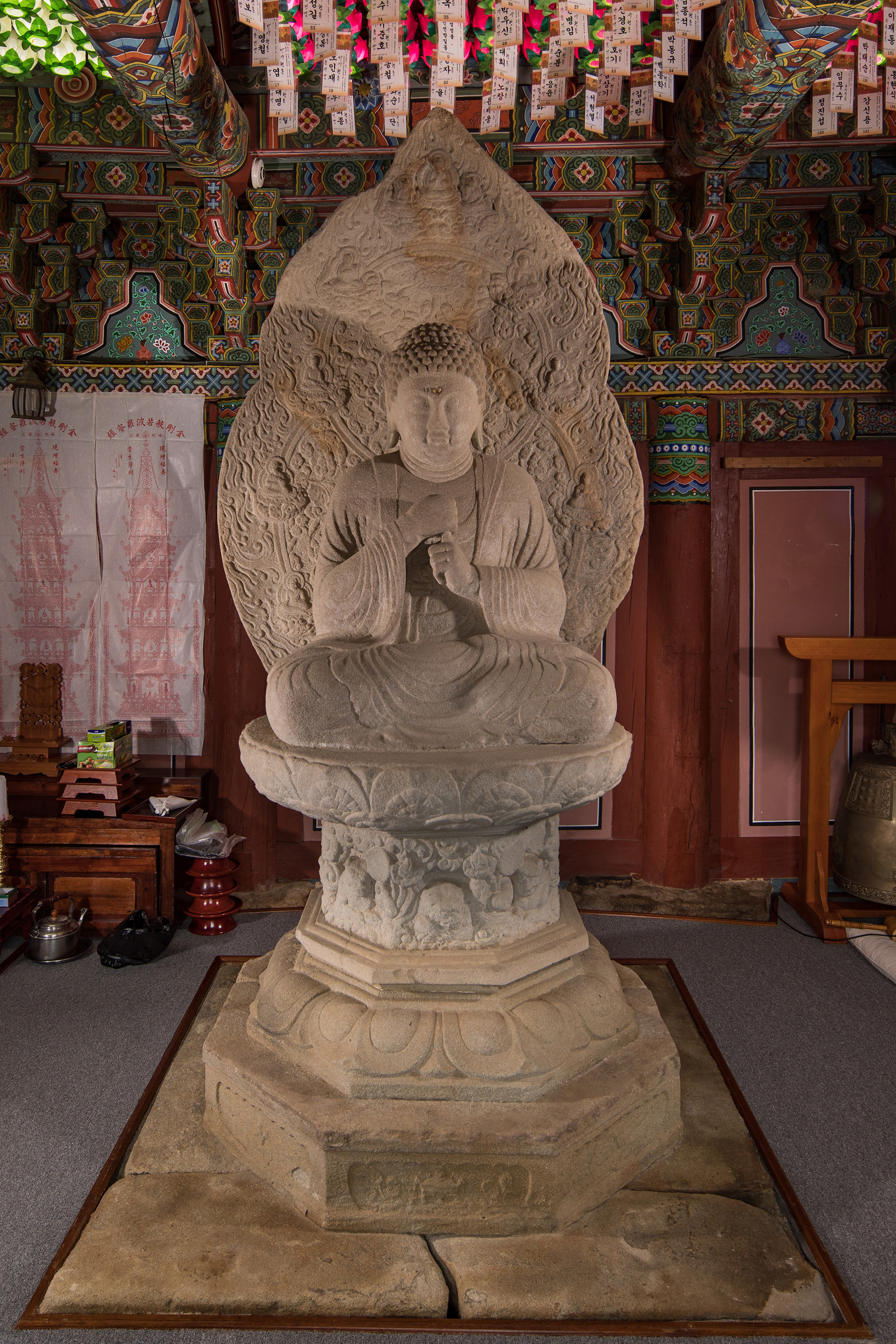
보물 비로암 비로자나불
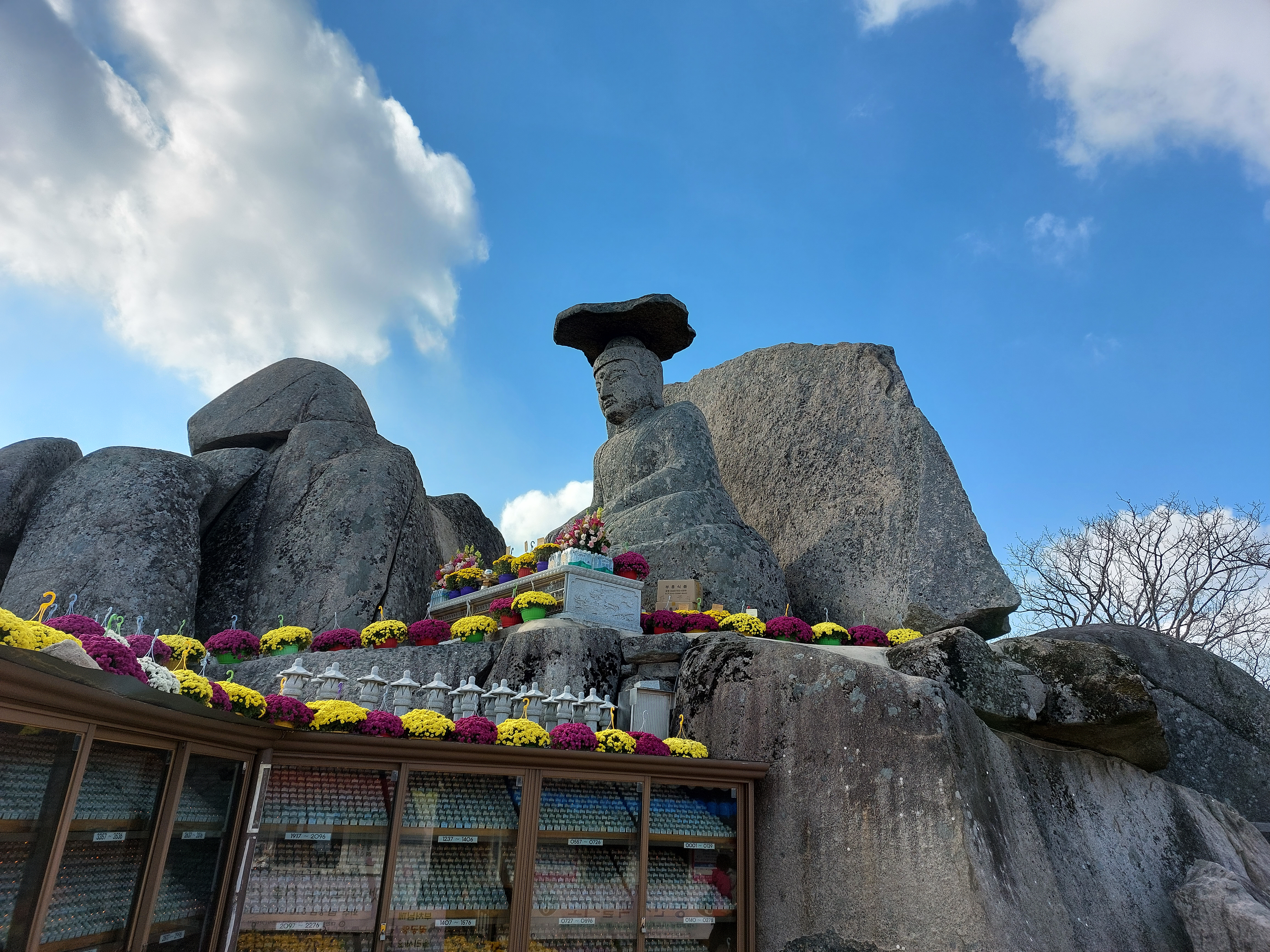
보물 팔공산 갓바위
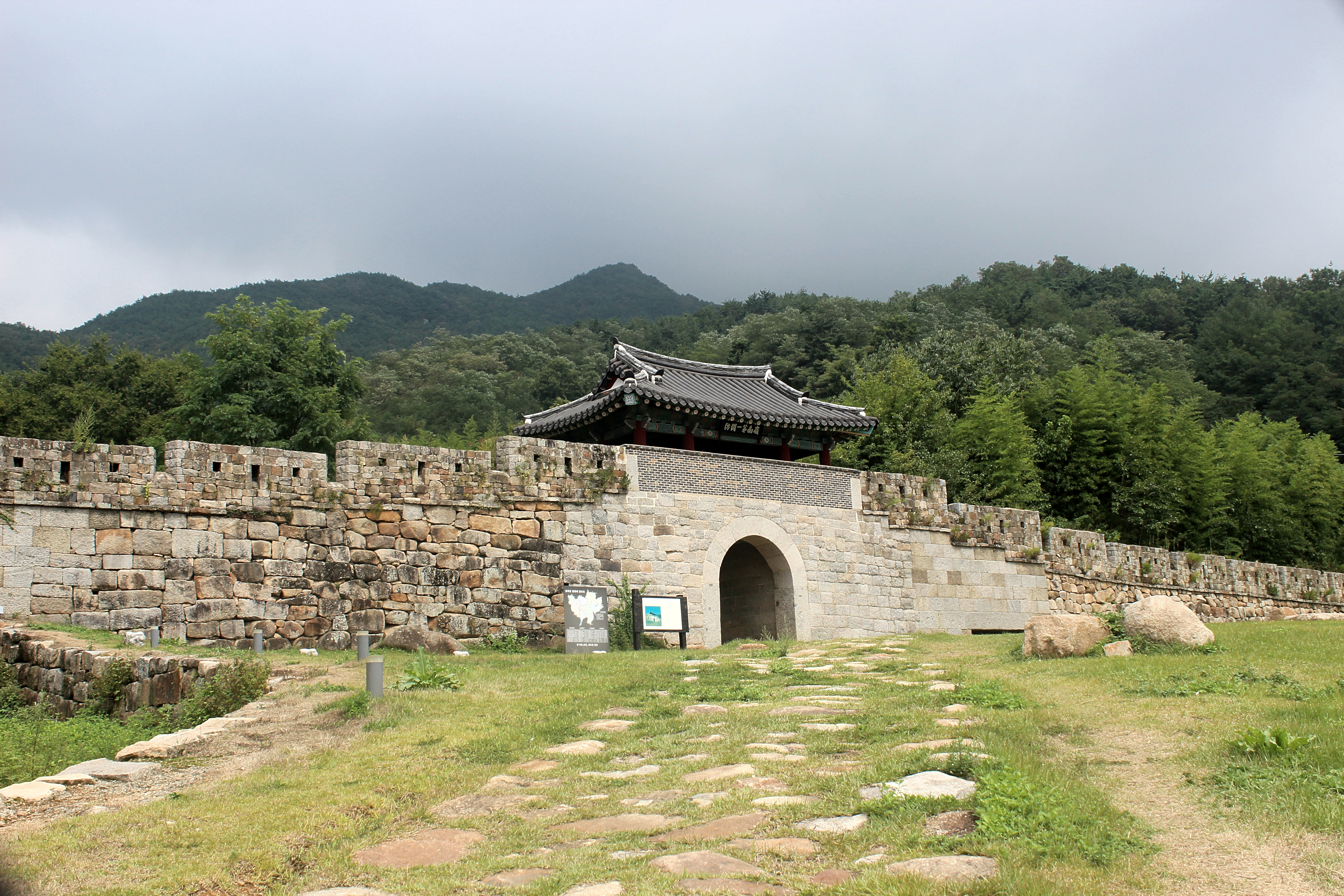
사적 가산산성

## 역사
《삼국사기》에 따르면 팔공산은 신라 오악 중 부악(父岳) 또는 중악(中岳)으로서, 국가 차원에서 숭배되어 온 영산(靈山)이었다.

### 삼국시대~통일신라
- 선덕여왕이 팔공산에 부인사를 창건하였다.[17]
- 원효대사가 팔공산 오도암에서 깨달았다.[18]
- 삼국통일의 주역인 신라의 장군 김유신이 팔공산 불굴사 원효굴에서 수행을 하였다.[19]
- 신문왕이 방어에 유리한 팔공산을 믿고 대구광역시 위치로 천도하려고 하였으나, 귀족들의 반대로 무산되었다.[20]

### 후삼국시대
- 고려 태조 왕건이 신라를 구원하기 위해, 후백제왕 견훤과 팔공산에서 맞붙어 싸웠다. 팔공산 사찰인 동화사와 파계사는 백제 법상종 계열인 진표율종(眞表律宗)이어서 견훤의 편이 되어주었다.[21]

이에 왕건은 죽음의 위기에 몰렸고 신숭겸이 왕건의 갑옷과 수레를 타고 전사하는 등, 총 8명의 장수가 전사하였다하여 공산에서 팔공산으로 바꿔 부르게 되었다.
- 그래서 왕건이 없었다면 팔공산 자락의 지명은 어떻게 다 지었을까? 싶을 정도로 왕건 관련 지명이 많다.

#### 1. 군위군
2023년 6월 현재는 경상북도 군위군이지만, 그 해 7월 1일부터는 대구광역시 군위군이 된다. 군위는 왕건이 이 지역 군사들의 사열을 받았는데, 위세가 좋다 하여 지어진 지명이라고 한다. 또는, 이미 삼국시대에 신라장군 김유신이 지었다고 하는 설도 있다.

#### 2. 무태동
대구광역시 북구 무태는 왕건이 병사들에게 태만하지 말라고 하여 지어진 지명이다.

#### 3. 연경동
대구광역시 북구 연경동은 왕건이 지나갈 때, 이 마을 선비들의 글 읽는 소리가 낭랑하다하여 지어진 지명이다.

#### 4. 살내
현재 대구광역시 북구 동변동과 서변동 일대이다. 동화천과 금호강이 만나는 지점을 말한다. 고려군과 후백제군이 시내를 사이에 두고 화살을 쐈다. 화살이 내를 이뤘다해서 유래한 지명이다.

#### 5. 지묘동
신숭겸이 왕건과 옷을 바꿔 입는 묘책을 냈다고 해서 지어진 지명이다. 왕건이 후삼국 통일 후에, 신숭겸을 위한 사찰인 지묘사를 지어서 유래한 지명이다.

#### 6. 파군재
고려군이 계속 밀려서 왕건은 죽을 위기에 몰리게 된다. 그러나 지묘한 계책을 낸 신숭겸과 장군들이 전사까지 하면서, 후백제군을 겨우 막아낸다. 여기서 유래한 지명이다. 이후, 왕건은 도망을 가게 된다.

#### 7. 불로동
왕건이 이곳을 지나가니 청년들은 없고, 아이와 노인 그리고 여자들 뿐이었다. 그러자 왕건이 얼마나 늙지 않는 동네이면 아이들 밖에 없냐고 해서 지은 지명이라고 한다.

#### 8. 해안
여기 정도 오니 왕건의 얼굴(얼굴 안)이 조금 풀렸다고(풀릴 해) 해서 지은 지명이다.

#### 9. 안심
왕건이 여기까지 도망을 오니, 마음이 안심되었다고 해서 지어진 지명이다.

#### 10. 반야월
밤이 되어 왕건이 하늘을 쳐다보니 반달이 떠있어서 지어진 지명이다.

#### 11. 은적사
은적사는 현재 대구광역시 남구 앞산에 있는 사찰이다. 은적사는 왕건이 조그만 굴에서 3일을 숨어 지냈다고 해서 지어진 지명이다.

#### 12. 안일사
안일사는 현재 대구광역시 비술산에 위치한 사찰이다. 안일사는 은적사보다 더 골짜기여서, 편하게 쉬었다는 데서 유래한다. 하지만 전열을 가다듬은 견훤이 여기까지 병사를 보냈고, 절 위 500m 지점에 있는 왕굴로 피신하였다.

### 고려시대
- 고려 초조대장경이 팔공산 부인사(符仁寺)에 봉안되었다.
- 동화사 주지인 홍진국사 혜영(弘眞國師 惠永) · 자정국사 자안(慈靜國師 子安)이 오교도승통(五敎都僧統)이 되어 전국의 불교를 관장하게 되었다.
- 보조국사 지눌이 팔공산 거조사(居組寺)에서 정혜결사(定慧結社)를 조직했다.[33]

### 조선시대
- 문정왕후가 은해사를 대대적으로 중창하였다.[34]
- 임진왜란 때, 동화사에서 사명대사 유정이 도총섭이 되어 승병을 지휘하였다.
- 숙종이 파계사를 크게 중창하고, 영남제일참선 도량인 성전암을 만들었다. 파계사에 선대왕의 위패를 봉안하고, 하마비를 세웠다.[35]
- 헌종이 아버지 익종의 능을 관리하기 위하여, 팔공산 수태골에 수릉봉산계 표석(문화재 자료 제33호)을 세워 삼림을 보호했다.[36]

## 산세
팔공산은 봉황이 날개를 펼치고 있는 형상이다. 팔공산의 중앙부는 산세가 좋은 편이며, 동화사가 있는 자리는 따뜻하고 바람을 막아준다.
동화사라는 이름 자체가 한 겨울 눈 속에서도 오동나무 꽃이 핀다고 해서 붙여진 이름이다. 절의 위치가 봉황의 아기궁이라 하여 입구에 알 모양 조각이 있다.
반면 기도처인 팔공산 갓바위 유명한 관봉은 날개부분이라 경사가 심한 편이며 중앙부에서 능선을 타고 외곽인 관봉까지 올 경우 밧줄로 암벽을 타고 오는 등산로까지 있을 정도로 험하다.

## 지질
팔공산을 구성하는 팔공산 화강암(Kgr)은 대구광역시 북부의 팔공산을 중심으로 북서-남동 방향의 장축을 가지고 타원체의 형태의 암주상 관입암체로 약 240 km2의 면적으로 노출되어 있는 불국사 화강암으로 등방성(等方性)의 중립질 흑운모-각섬석 화강암이 우세하나, 섬록암, 각섬석 화강암, 석영몬조니암, 화강반암의 화성암류도 소규모 산출되며 석영, 사장석, 알카리 장석, 흑운모, 각섬석의 광물로 구성되어 있다.
팔공산 지역의 중력탐사 단면도에서 본 화강암은 최대 심도가 7 km와 5 km에 이르는 관입뿌리(feeders zone)를 가지고 있으며 최대 심도를 갖는 관입뿌리(feeder zone)는 현재 지표상에 노출된 화강암체의 중심으로부터 남서쪽에 위치한다. 팔공산 화강암의 전암 Sr-Rb 연대는 84±9 Ma (약 8400만 년 전)이고 흑운모와 알카리 장석에 대한 K-Ar 연대는 각각 71~72 Ma와 43~44 Ma이다.
본 화강암체의 후기 관입활동의 산물로서 화강암체 내와 혼펠스화된 퇴적암의 최외곽부에 열수광맥형 광산들이 산재해 있으며 이미 알려진 칠곡 광산 현재는 가행되는 않는 폐광산들이 다수 존재한다. 팔공산 화강암체는 경상 분지의 여러 지층을 관입하면서 주변에 쇄설성 퇴적암과의 접촉부에 다양한 형태의 접촉 변성대를 형성시켰다.

### 팔공산 단층
팔공산 단층(八公山 斷層, Palgongsan Fault)은 대구광역시 북부의 팔공산 화강암체를 절단하며 서북서 방향으로 발달하는 주향 이동 단층으로 가음 단층계의 일부이다. 단층면은 서북서 방향의 주향에 북으로 고각 경사하는 양상을 보인다. 장기홍 외(1997)의 연구에서는 의성소분지와 밀양소분지의 경계를 이루는 서북서 방향 팔공산 단층의 운동사를 제안하였다. 이들에 의하면 팔공산 북쪽에 분포하는 후평동층, 점곡층과 남쪽에 분포하는 칠곡층, 신라 역암층, 학봉 현무암이 형성될 팔공산 단층이 퇴적동시성 단층으로 운동하였으며, 단층 휴지기에 함안층과 진동층이 퇴적되고 유천층군의 화성활동이 발생한 후에 약 5.5 km 수평변위를 보이는 좌수향 주향이동 운동이 발생하였음을 보고하였다. 특히, 여러 백악기 화성암체들이 팔공산 단층의 연장을 따라 분포하고 있음을 토대로 이들이 팔공산 단층을 분출통로로 사용하였을 것으로 해석하였다. 팔공산 단층은 하산동층이 최대 5.5 km의 변위를 보이는 곳에서 가장 잘 관찰되며 동쪽으로는 경산시 하양읍에서 첨멸되나 서쪽의 첨멸 지점은 아직 불명이다.
불국사 화강암류에 속하는 팔공산 화강암에 대해 최초로 얻어진 K-Ar 장석연령치는 73 Ma였고 이후 측정된 Rb-Sr 전암 연령은 백악기 후기 상파뉴절에 해당하는 82 Ma이다. 팔공산 주향이동 단층의 운동이 팔공산 화강암 관입 직후에 끝났고 팔공산 화강암이 고결(固結)된 시기를 82 Ma로 본다면 캄파니아 전기에 팔공산 단층의 활동은 끝났다고 보게 되므로 팔공산 단층 발달사의 기간은 백악기 알비절(Albian) 초에서 상파뉴절(Campanian) 전기까지 30 Ma이다.

## 방송 송신 시설
| 디지털TV       |                            |           |                     |       |                        |
| 가상채널       | 방송국명                   | 호출부호  | 물리채널            | 출력  | 가시청권               |
| CH 6-1         | TBC DTV                    | HLDE-DTV  | CH 15               | 2.5㎾ | 대구 일원, 경북 중남부 |
| CH 7-1         | KBS대구 2TV 디지털         | HLQH-DTV  | CH 16               | 2.5㎾ | 대구 일원, 경북 중남부 |
| CH 9-1         | KBS대구 1TV 디지털         | HLKG-DTV  | CH 14               | 2.5㎾ | 대구 일원, 경북 중남부 |
| CH 10-1        | EBS 1TV                    | HLQL-DTV  | CH 18               | 2.5㎾ | 대구 일원, 경북 중남부 |
| CH 10-2        | EBS 2TV                    | HLQL-DTV  | CH 18               | 2.5㎾ | 대구 일원, 경북 중남부 |
| CH 11-1        | 대구MBC DTV                | HLCT-DTV  | CH 17               | 2.5㎾ | 대구 일원, 경북 중남부 |
| UHDTV          |                            |           |                     |       |                        |
| 가상채널       | 방송국명                   | 호출부호  | 물리채널            | 출력  | 가시청권               |
| CH 6-1         | TBC UHD TV                 | HLDE-DTV  | CH 53               | 5㎾   | 대구 일원, 경북 중남부 |
| CH 7-1         | KBS대구 UHDTV2             | HLQH-DTV  | CH 56               | 5㎾   | 대구 일원, 경북 중남부 |
| CH 9-1         | KBS대구 DTV1               | HLKG-DTV  | CH 52               | 5㎾   | 대구 일원, 경북 중남부 |
| CH 11-1        | 대구MBC DTV                | HLCT-DTV  | CH 55               | 5㎾   | 대구 일원, 경북 중남부 |
| FM라디오       |                            |           |                     |       |                        |
| 주파수         | 방송국명                   | 호출부호  |                     | 출력  | 가시청권               |
| 89.7MHz        | KBS대구 음악FM             | HLKG-FM   |                     | 5㎾   | 대구 일원, 경북 중남부 |
| 93.1MHz        | CPBC대구가톨릭평화방송     | HLDK-FM   |                     | 3㎾   | 대구 일원, 경북 중남부 |
| 94.5MHz        | BBS대구불교방송            | HLDI-FM   |                     | 3㎾   | 대구 일원, 경북 중남부 |
| 95.3MHz        | 대구MBC FM4U               | HLCT-FM   |                     | 5㎾   | 대구 일원, 경북 중남부 |
| 96.5MHz        | 대구MBC 라디오             | HLCT-SFM  |                     | 5㎾   | 대구 일원, 경북 중남부 |
| 97.1MHz        | 대구CBS 음악FM             | HLKT-FM   |                     | 1㎾   | 대구 일원, 경북 중남부 |
| 99.3MHz        | TBC Dream FM               | HLDE-FM   |                     | 5㎾   | 대구 일원, 경북 중남부 |
| 101.3MHz       | KBS대구 제1라디오          | HLKG-SFM  |                     | 5㎾   | 대구 일원, 경북 중남부 |
| 102.3MHz       | KBS대구 제2라디오(HappyFM) | HLQH-SFM  |                     | 3㎾   | 대구 일원, 경북 중남부 |
| 103.1MHz       | 대구CBS 라디오             | HLKT-SFM  |                     | 5㎾   | 대구 일원, 경북 중남부 |
| 103.9MHz       | TBN대구교통방송            | HLDU-FM   |                     | 3㎾   | 대구 일원, 경북 중남부 |
| 105.1MHz       | EBS FM                     | HLQL-FM   |                     | 3㎾   | 대구 일원, 경북 중남부 |
| 지상파DMB      |                            |           |                     |       |                        |
| 방송국명       | 채널목록                   | 호출부호  | 채널(주파수)        | 출력  | 가시청권               |
| myMBC (경북권) | myMBC TV                   | HLAW-TDMB | CH 7-A (175.280MHz) | 2㎾   | 대구 일원, 경북 중남부 |
| U-KBS          | KBS STAR                   | HLKG-TDMB | CH 7B (177.008MHz)  | 2㎾   | 대구 일원, 경북 중남부 |
| U-KBS          | HD KBS STAR                | HLKG-TDMB | CH 7B (177.008MHz)  | 2㎾   | 대구 일원, 경북 중남부 |
| U-KBS          | KBS HEART                  | HLKG-TDMB | CH 7B (177.008MHz)  | 2㎾   | 대구 일원, 경북 중남부 |
| U-KBS          | KBS MUSIC                  | HLKG-TDMB | CH 7B (177.008MHz)  | 2㎾   | 대구 일원, 경북 중남부 |
| TBC            | TBC u                      | HLDG-TDMB | CH 7C (178.736MHz)  | 2㎾   | 대구 일원, 경북 중남부 |
| TBC            | mYTN                       | HLDG-TDMB | CH 7C (178.736MHz)  | 2㎾   | 대구 일원, 경북 중남부 |

## 같이 보기
- 도립공원
- 한국의 산
- 갓바위
- 앞산
- 최정산
- 비슬산
- 가야산
- 금오산